# Комплекс Мурадіє
Комплекс Мурадіє (тур. Muradiye Külliyesi) або комплекс султана Мурада II, османського султана (правління 1421—1451, з перервою 1444—1446), розташований у Бурсі, Туреччина. Це частина історичного об'єкта Світової спадщини ЮНЕСКО.

## Історія
Комплекс мечеті, побудований на замовлення султана Мурада II у Бурсі, містить дванадцять гробниць (тюрбе), більшість із яких належать родичам цього султана. Будівництво комплексу почалося після завершення будівництва Зеленої мечеті, яка розташована у східному районі Бурси. Великий землетрус у 1855 році пошкодив більшу частину комплексу Мурадіє, і реставрацію завершили наприкінці дев'ятнадцятого століття. Подальший проєкт реставрації завершили у 2015 році.

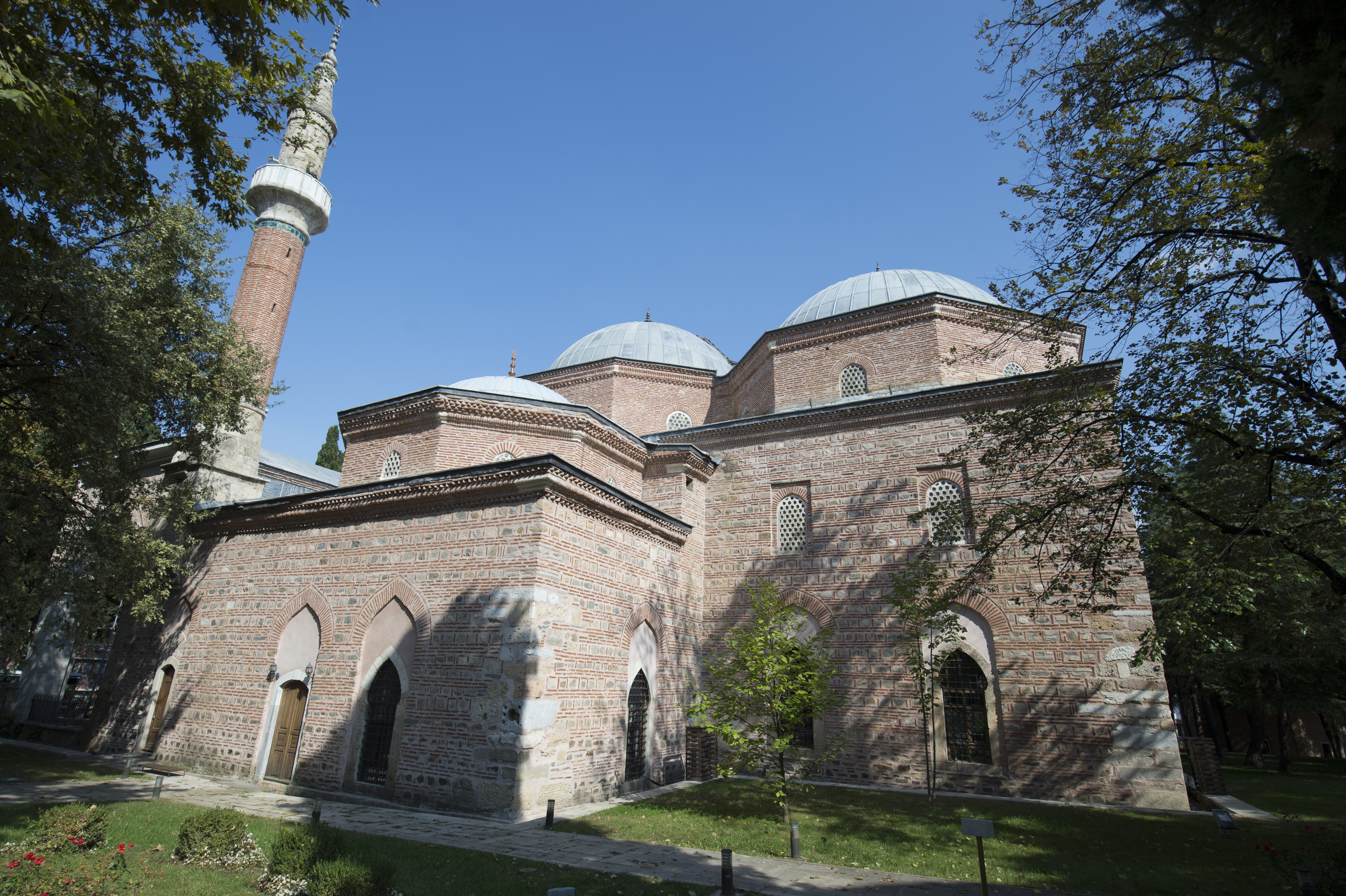
Мечеть Мурадіє зовні

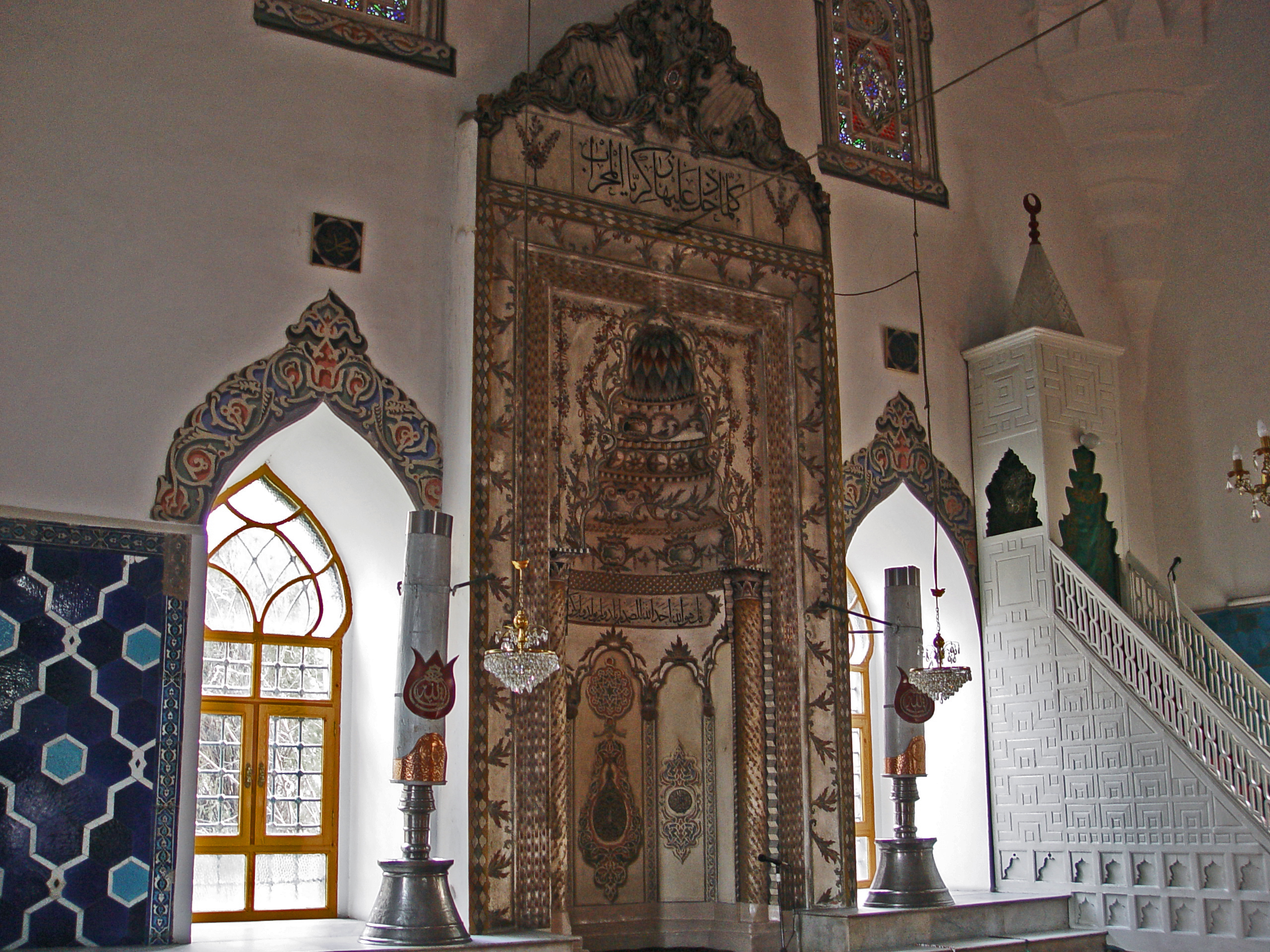
Мечеть Мурадіє всередині

Великий комплекс складається з мечеті Мурадіє, медресе Мурадіє, лазні Мурадіє, хоспісу Мурадіє, фонтан, епітафії і численні надгробки, серед іншого: гробниця султана Мурада II, гробниця Шехзаде Ахмета, гробниця Джема Султана, гробниця Шехзаде Мустафи, могила Махідевран Хатун, могила Гюльшах-хатун, могила Хюми Хатун, могила Сіттішах Хатун, могила Сарайлілар і могила Ширін Хатун.
Мечеть була першим проєктом у комплексі, завершеним у 1426 році. Мечеть побудована у спрощеному зворотному Т-плані з куполоподібним портиком спереду, побудованим з цегли та з чотирма великими куполами. Інтер'єр прикрашають шестикутні плитки бірюзового і темно-синього кольорів. Є два мінарети: один старий, інший новий через обвал землетрусу в 19 столітті, який був відбудований у 1904 році. Пожежа пошкодила мечеть на початку 18 століття, тому міхраб також був перебудований у стилі рококо[джерело?].
Медресе розташоване на захід від мечеті. Він складається з центрального двору, оточеного студентськими кімнатами, і класної кімнати позаду, покритої куполом. Зовні цегла та камінь. Саме медресе не має будівельного напису через численні реставрації. Напис на мечеті свідчить, що медресе також було побудовано в 1426 році Мурадом II. Темно-синя і бірюзова плитка прикрашають інтер'єр, а цегла — зовнішній вхід[джерело?].
Джерела суперечать щодо дати будівництва гробниці Мурада II, або до його смерті в 1451 році, або після того, як його син Мехмед II замовив згідно із заповітом Мурада II. Будівля побудована з цегли та каменю, у квадратному плані, увінчаному куполом, який залишається відкритим вгорі. Склепінчаста галерея оточує купол, що спирається на візантійські капітелі. Великий дивовижний дерев'яний навіс над входом вирізаний рельєфом і прикрашений зірковими візерунками. Прибудова містить чотири додаткові гробниці, визначені як гробниці Аладдіна Алі (на честь якого названо прибудову, «Мавзолей Алааддіна»), Шехзаде Ахмета, Орхана та Шехзаде Хатун. Решта одинадцять гробниць належать іншим членам сім'ї султана і розташовані на південь від мечеті і медресе. Вони прикрашені поліхромними глазурованими плитками переважно синього кольору, за винятком гробниць Шехзаде Мустафи та Махідевран Хатун, які прикрашені розписними плитками Ізніка з 16 століття в поліхромній техніці[джерело?].
У 1950-х роках медресе перетворилося в туберкульозний диспансер, а зараз в ньому знаходиться медичний центр.

## Галерея

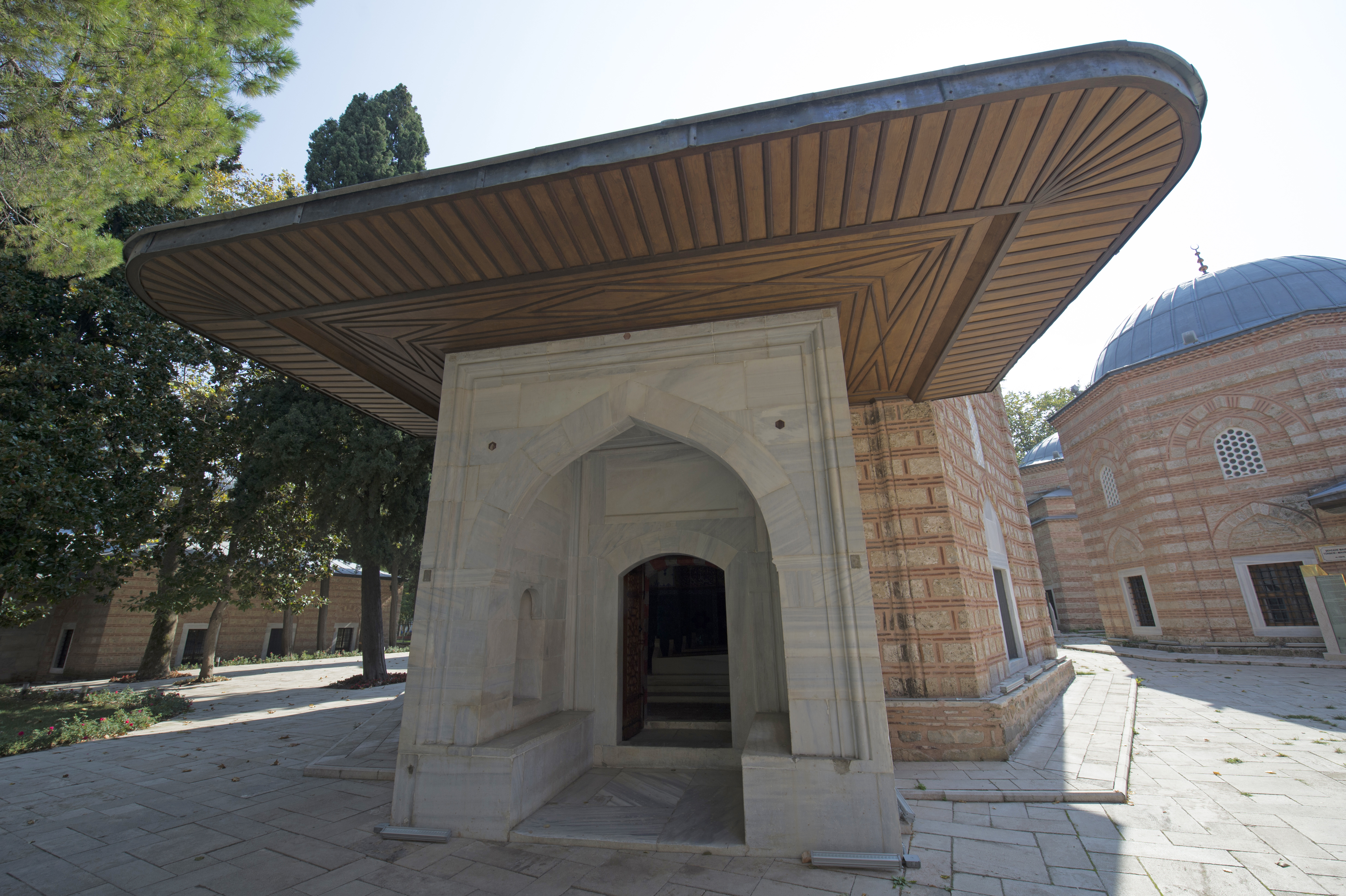
Передня частина гробниці Джема Султана
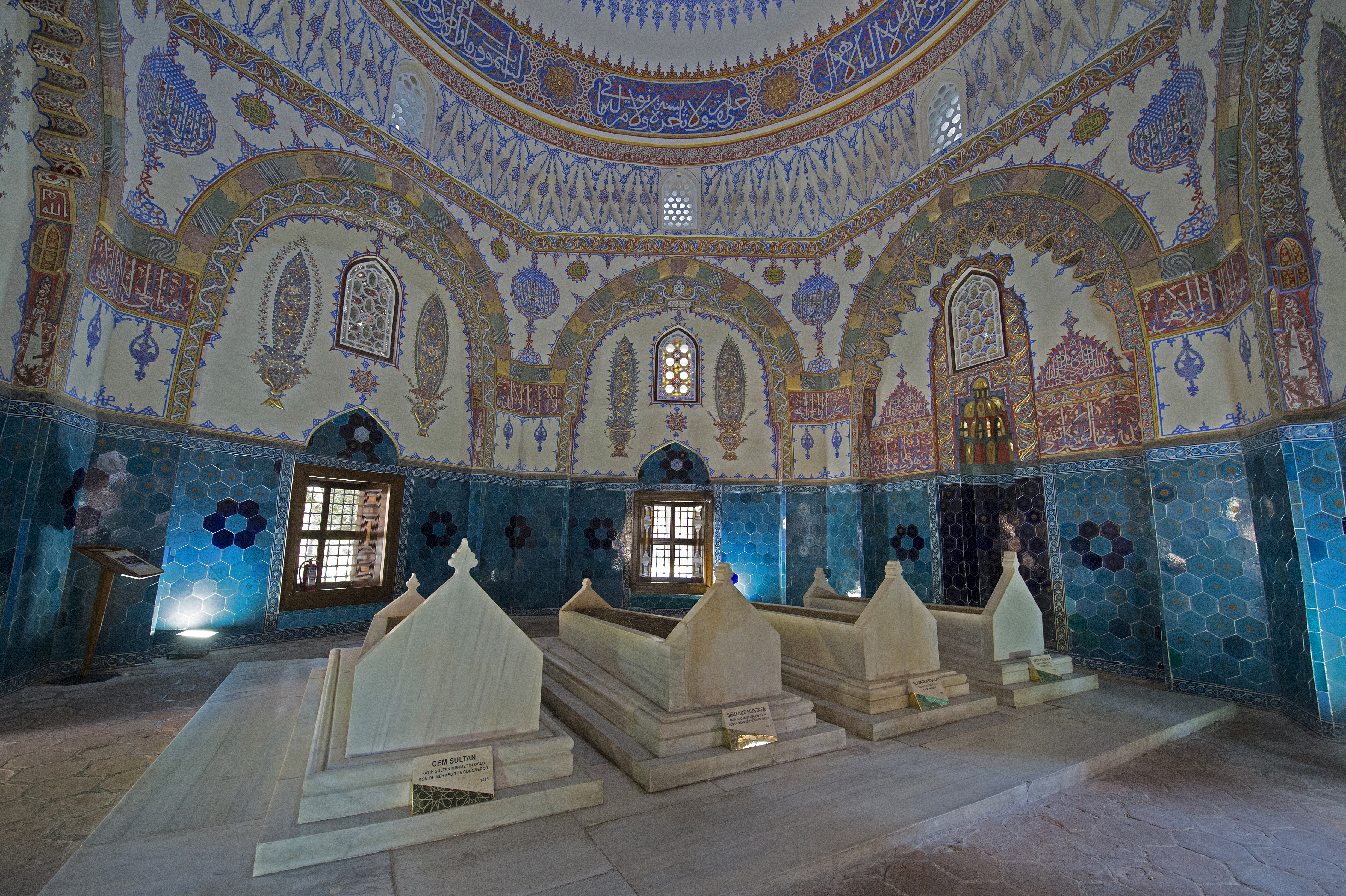
Інтер'єр гробниці Джема Султана
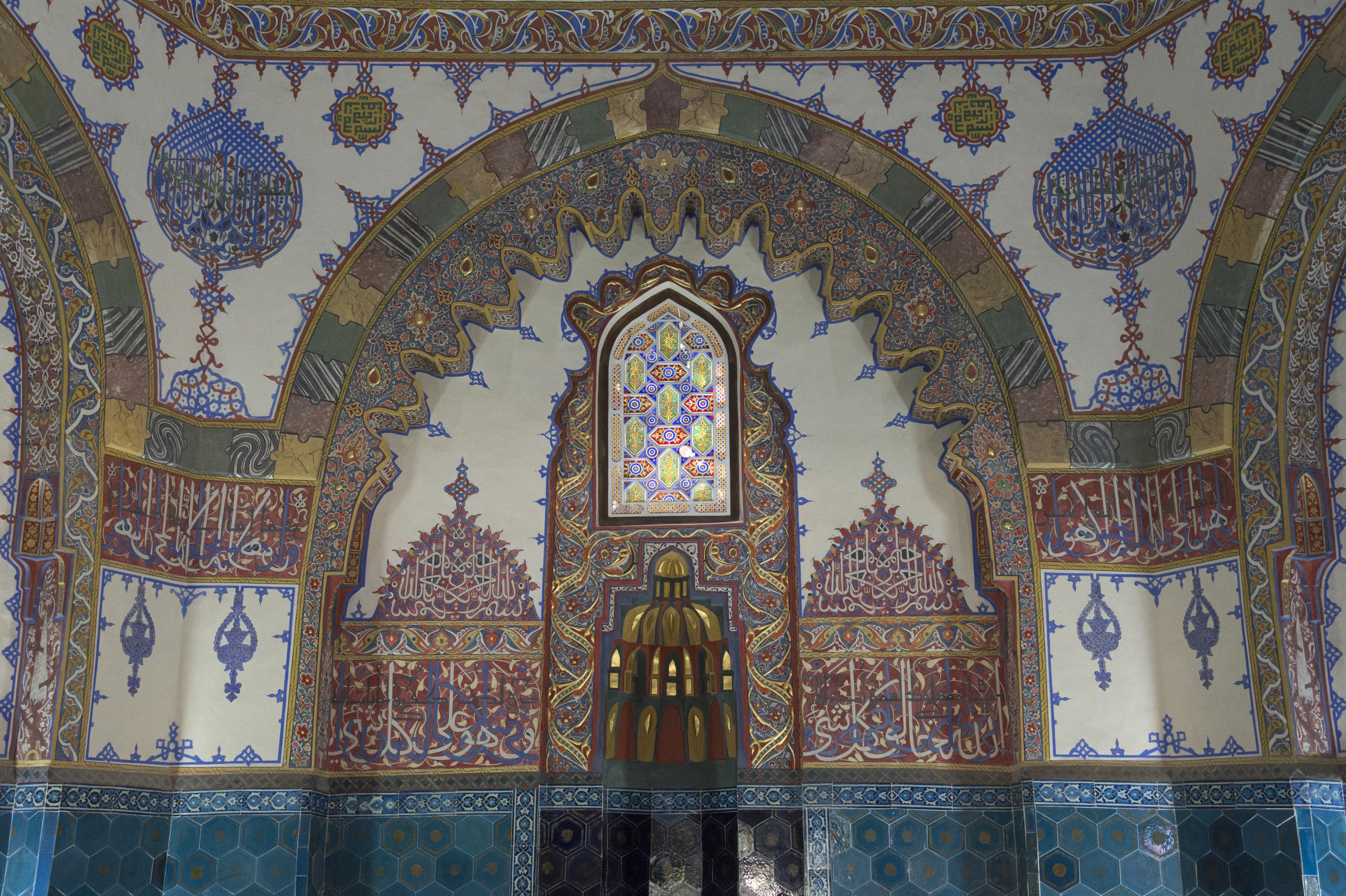
Інтер'єр гробниці Джема Султана
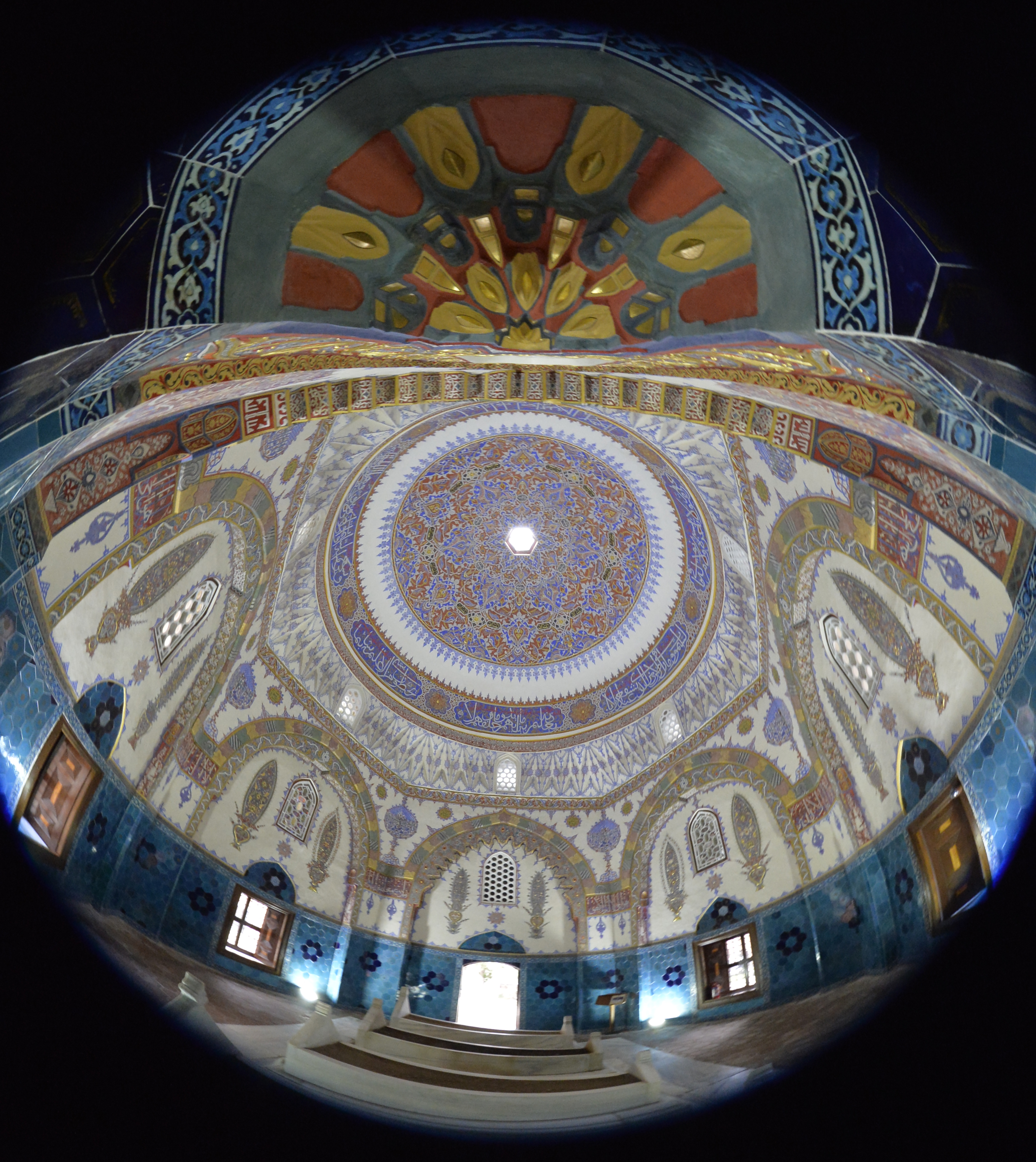
Інтер'єр гробниці Джема Султана
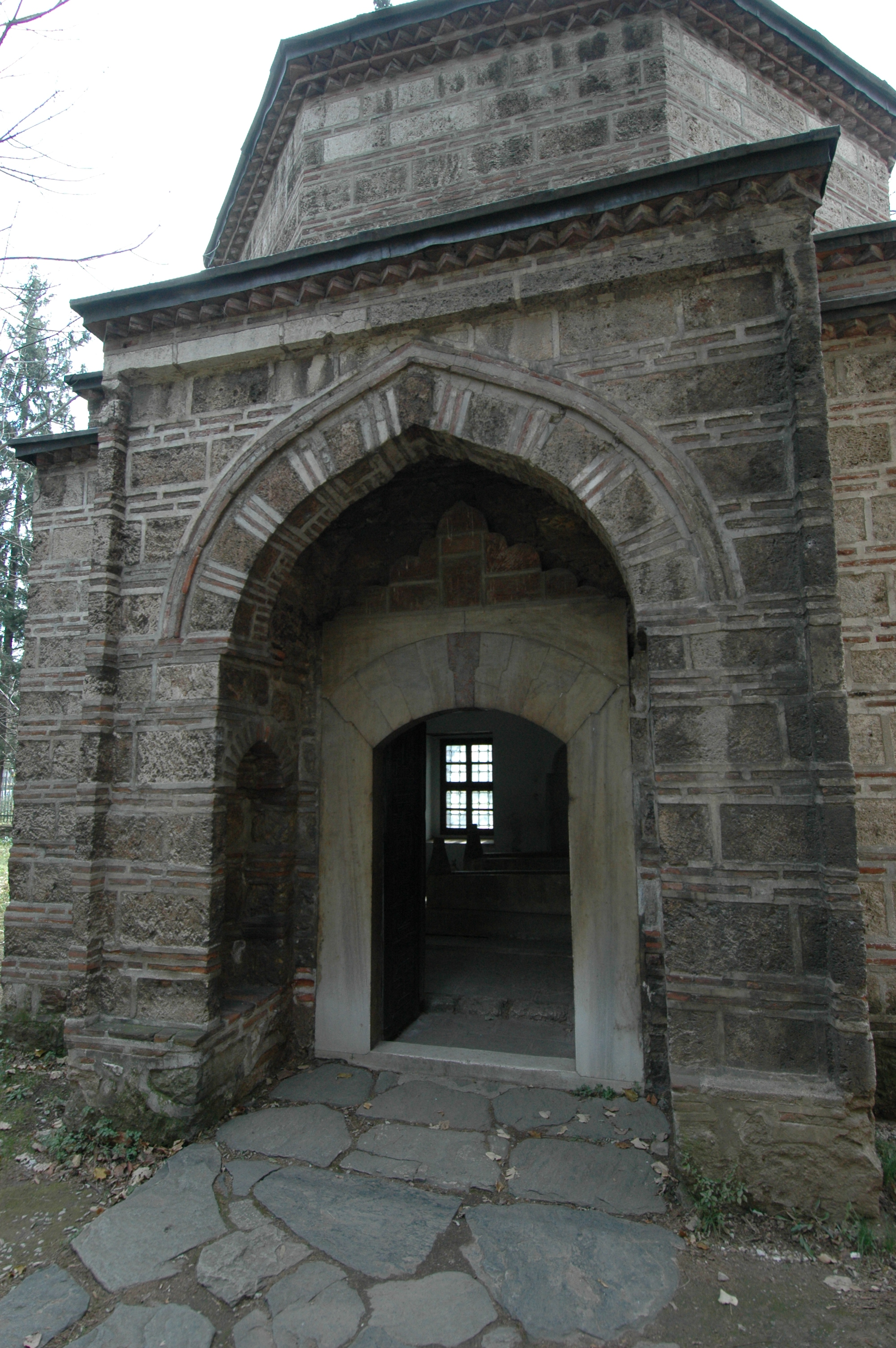
Вхід до гробниці Гюльша Хатун
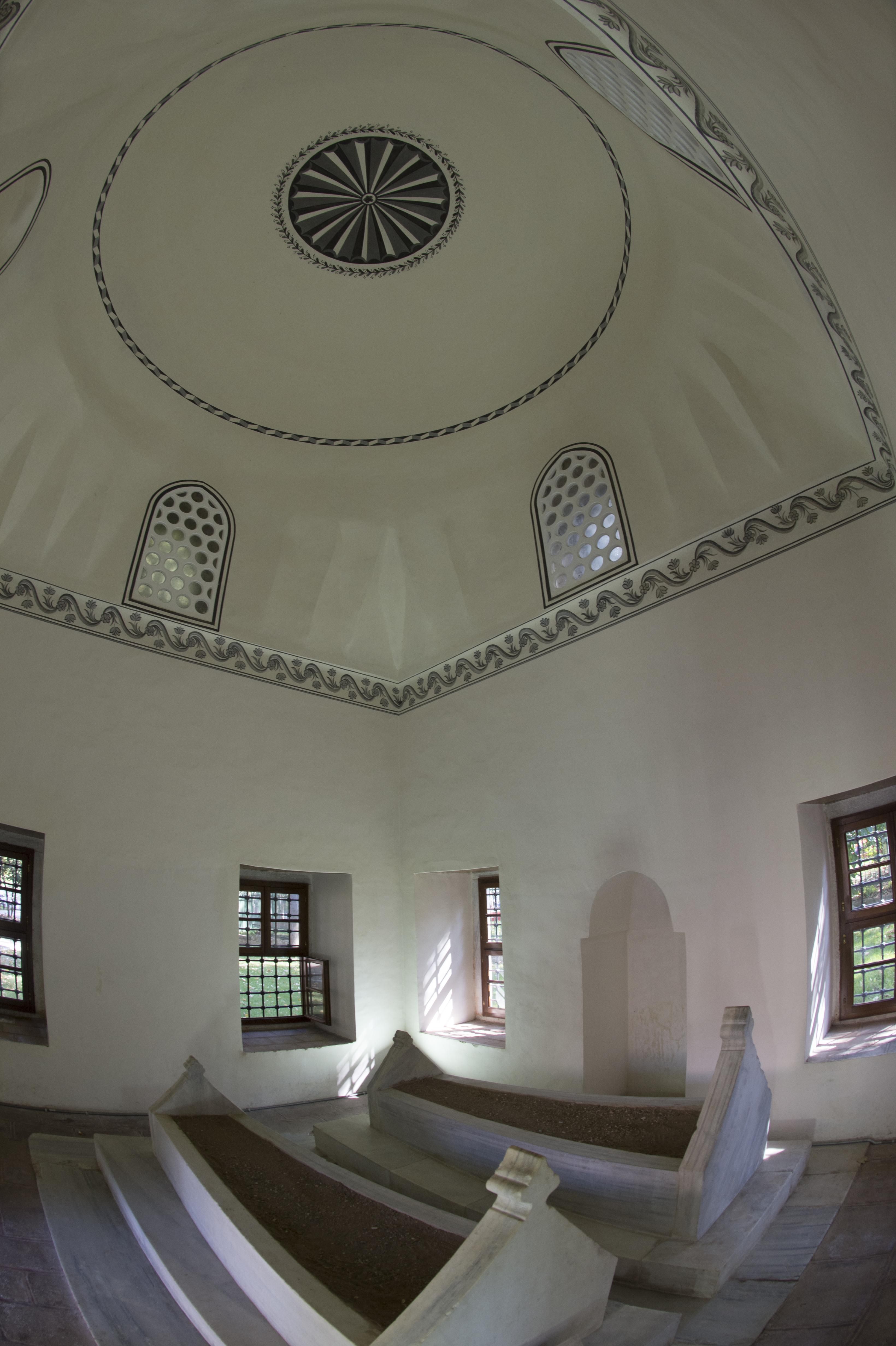
Інтер'єр гробниці Гюльша Хатун
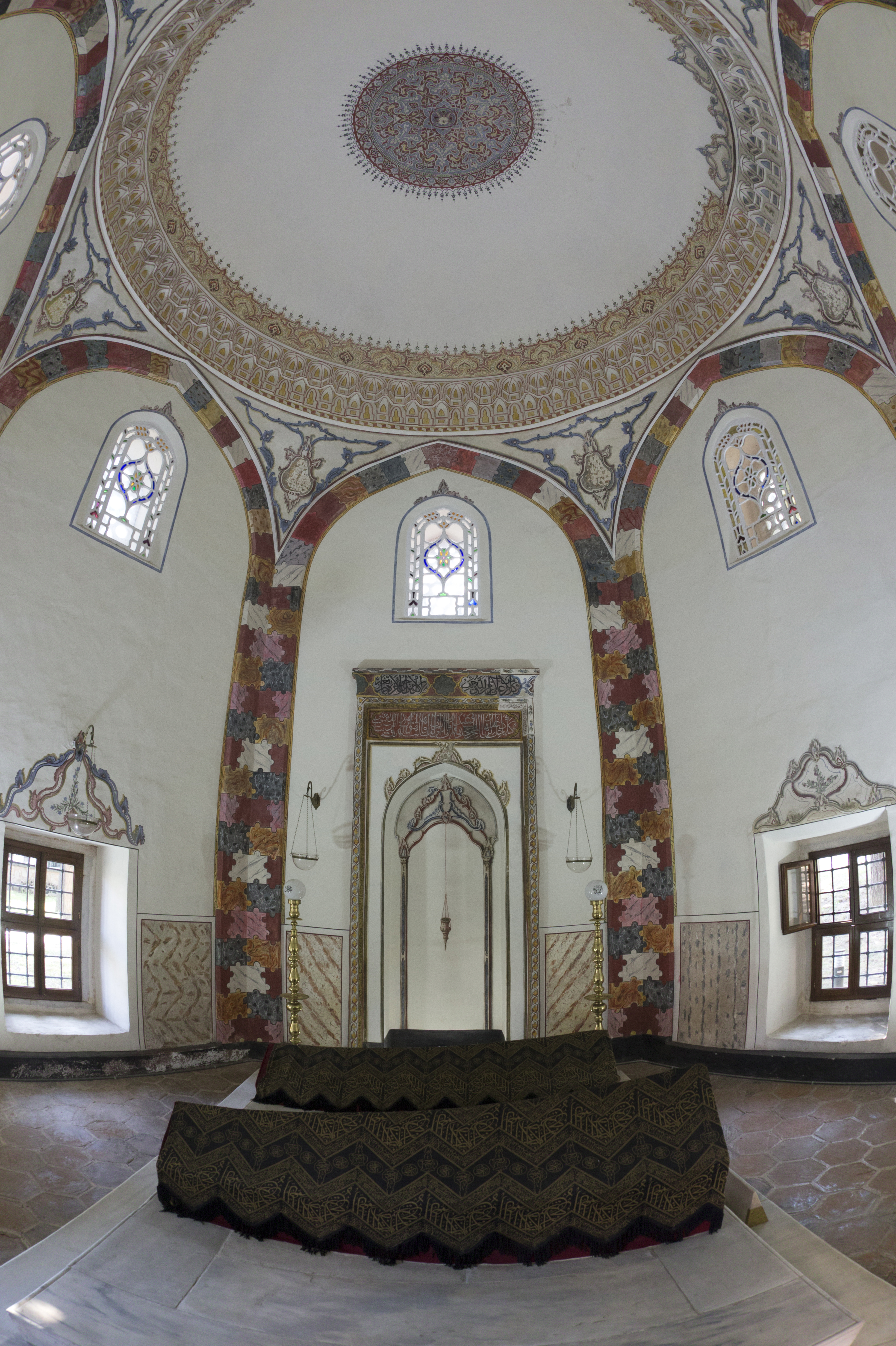
Інтер'єр гробниці Хюма Хатун
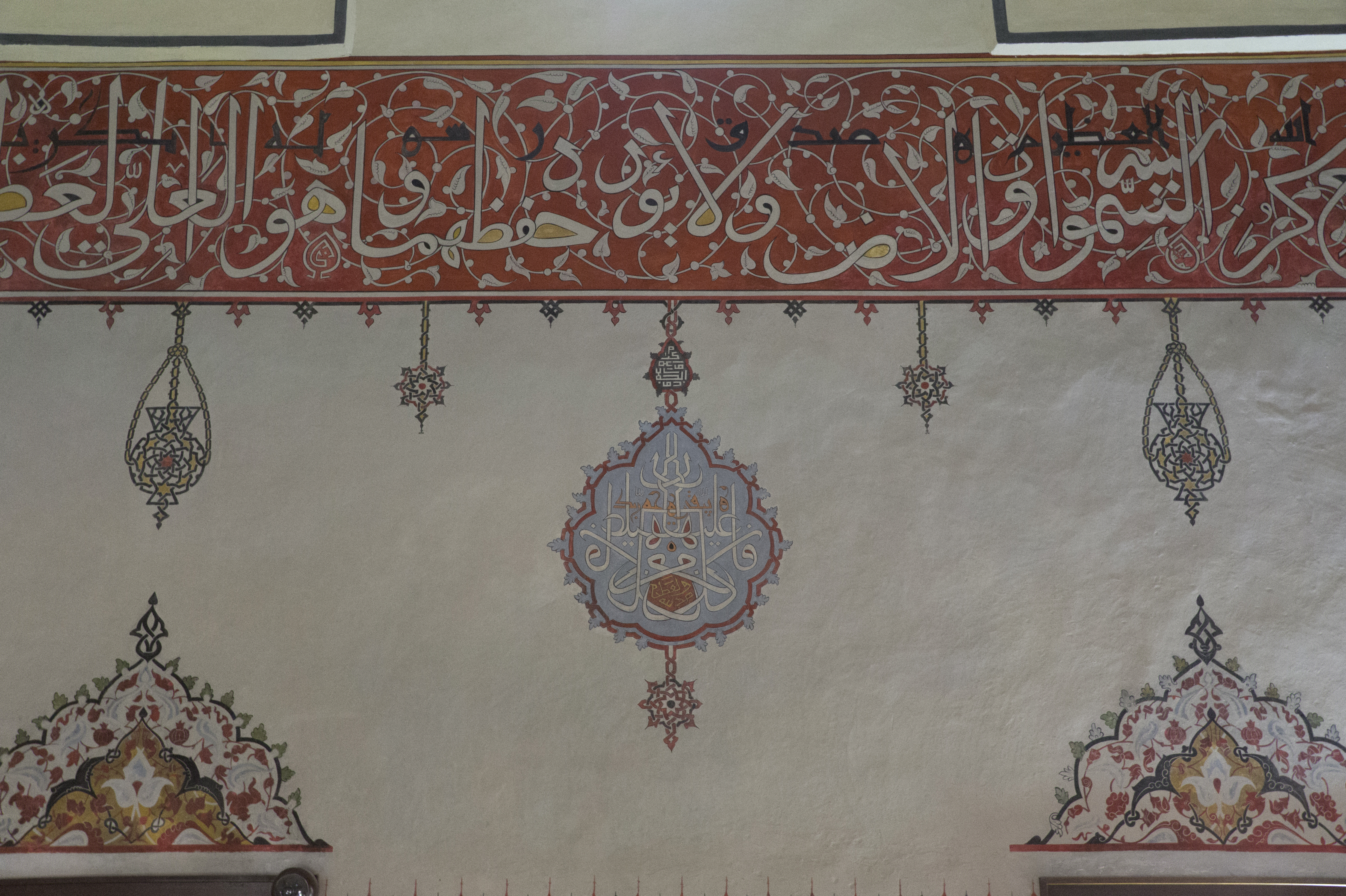
Оздоблення гробниці Хюма Хатун
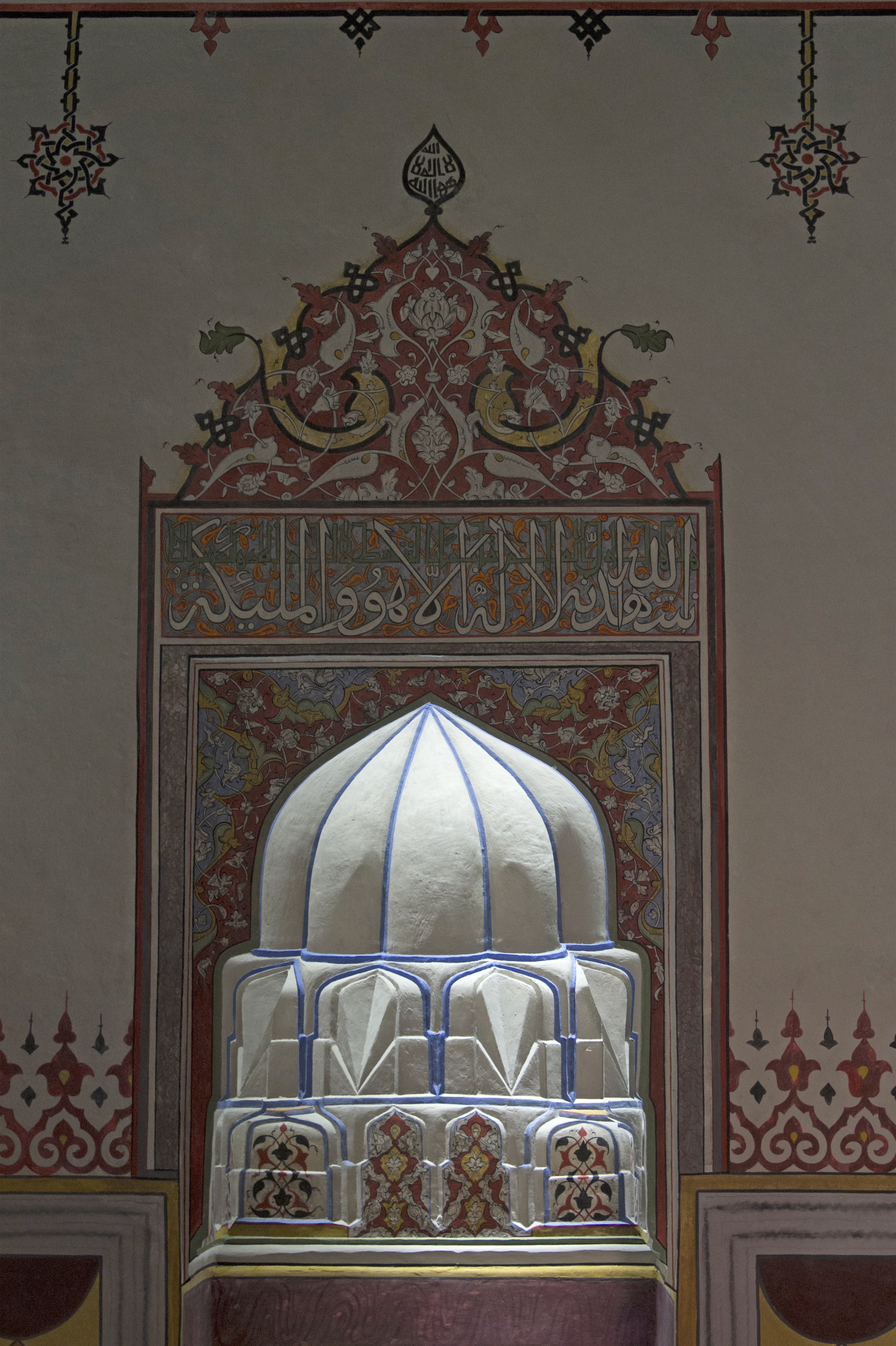
Міхраб верхньої сторони гробниці Мюкріме Хатун
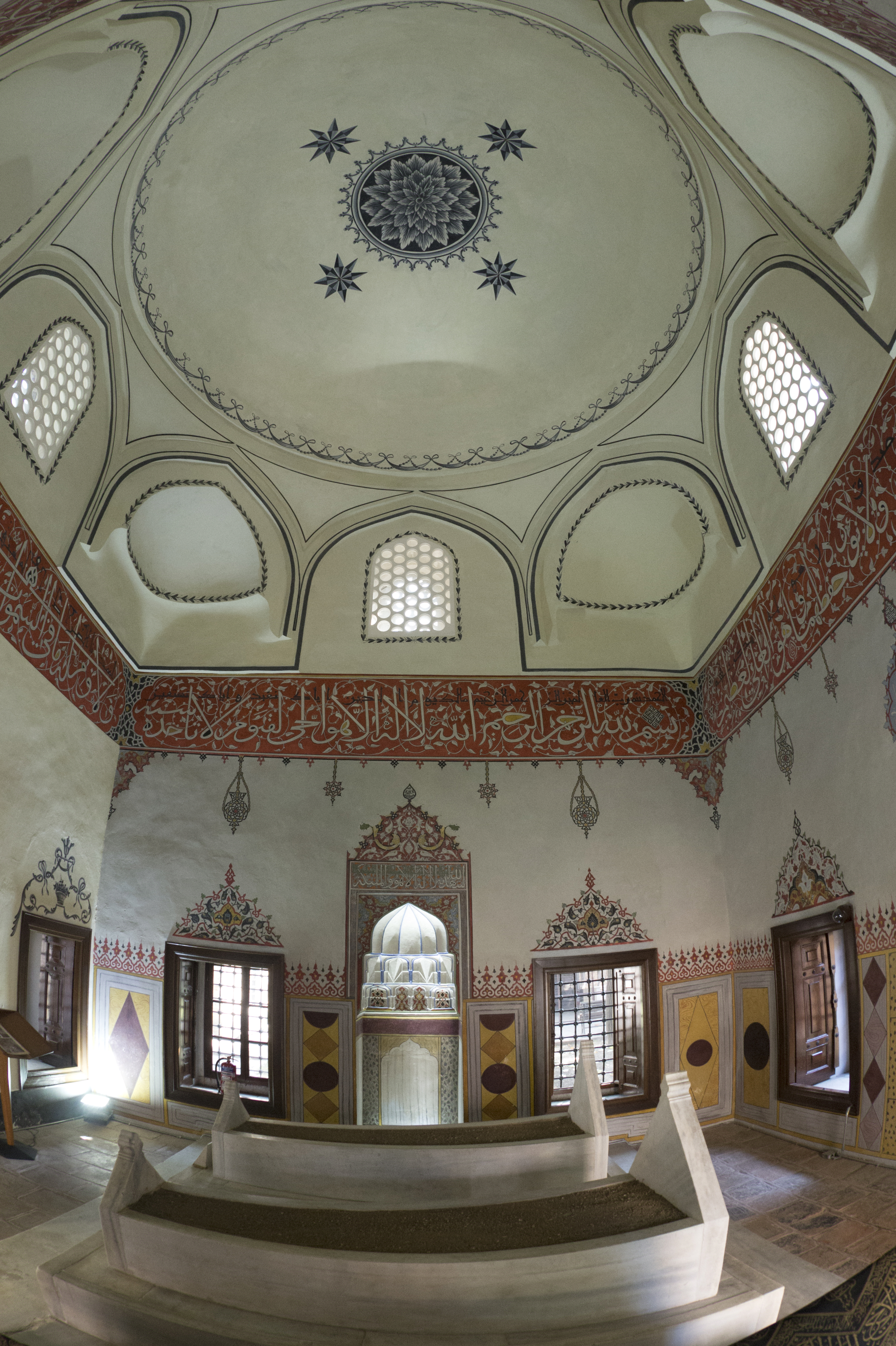
Інтер'єр гробниці Мюкріме Хатун
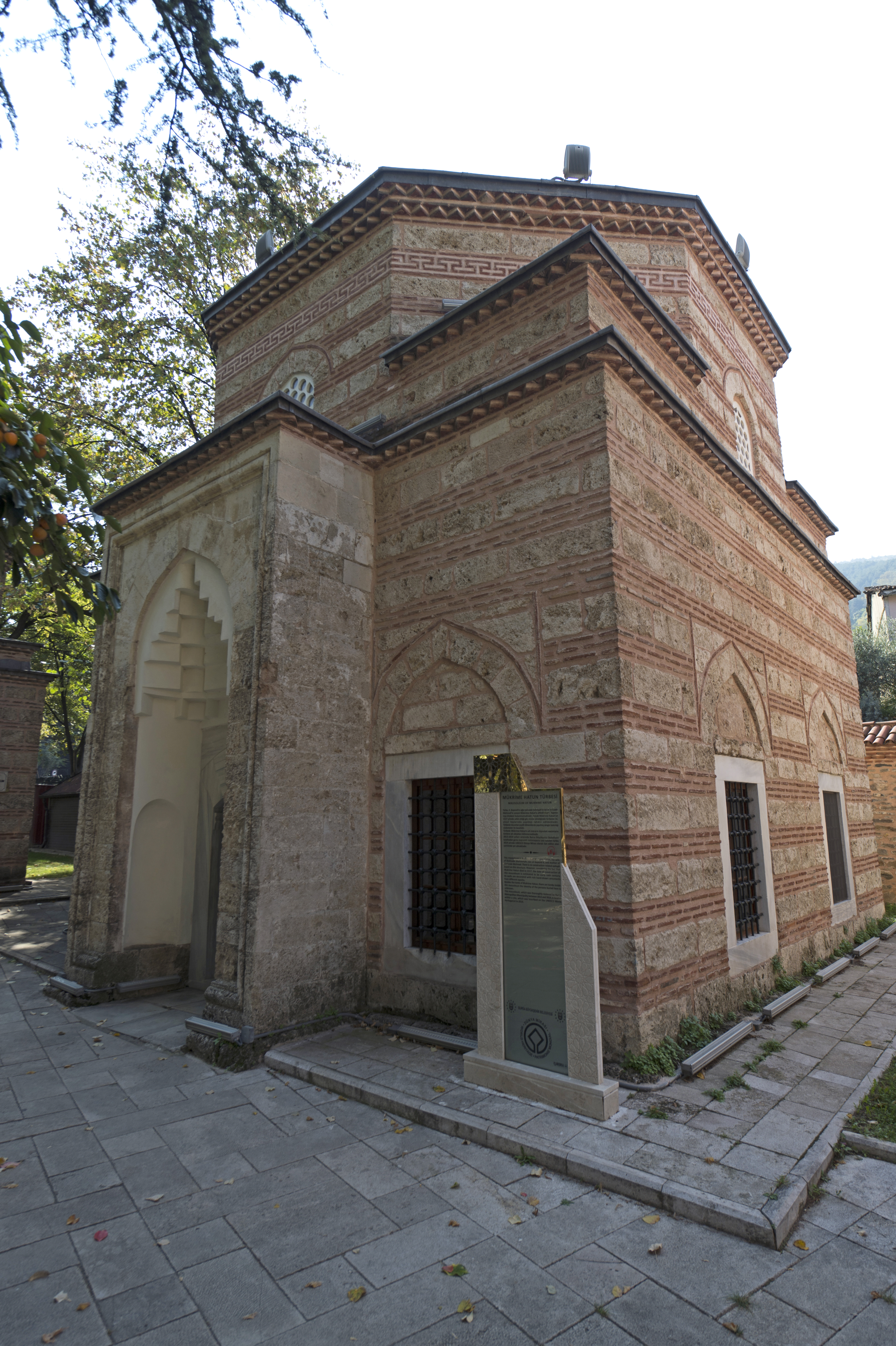
Зовнішній вигляд гробниці Мюкріме Хатун
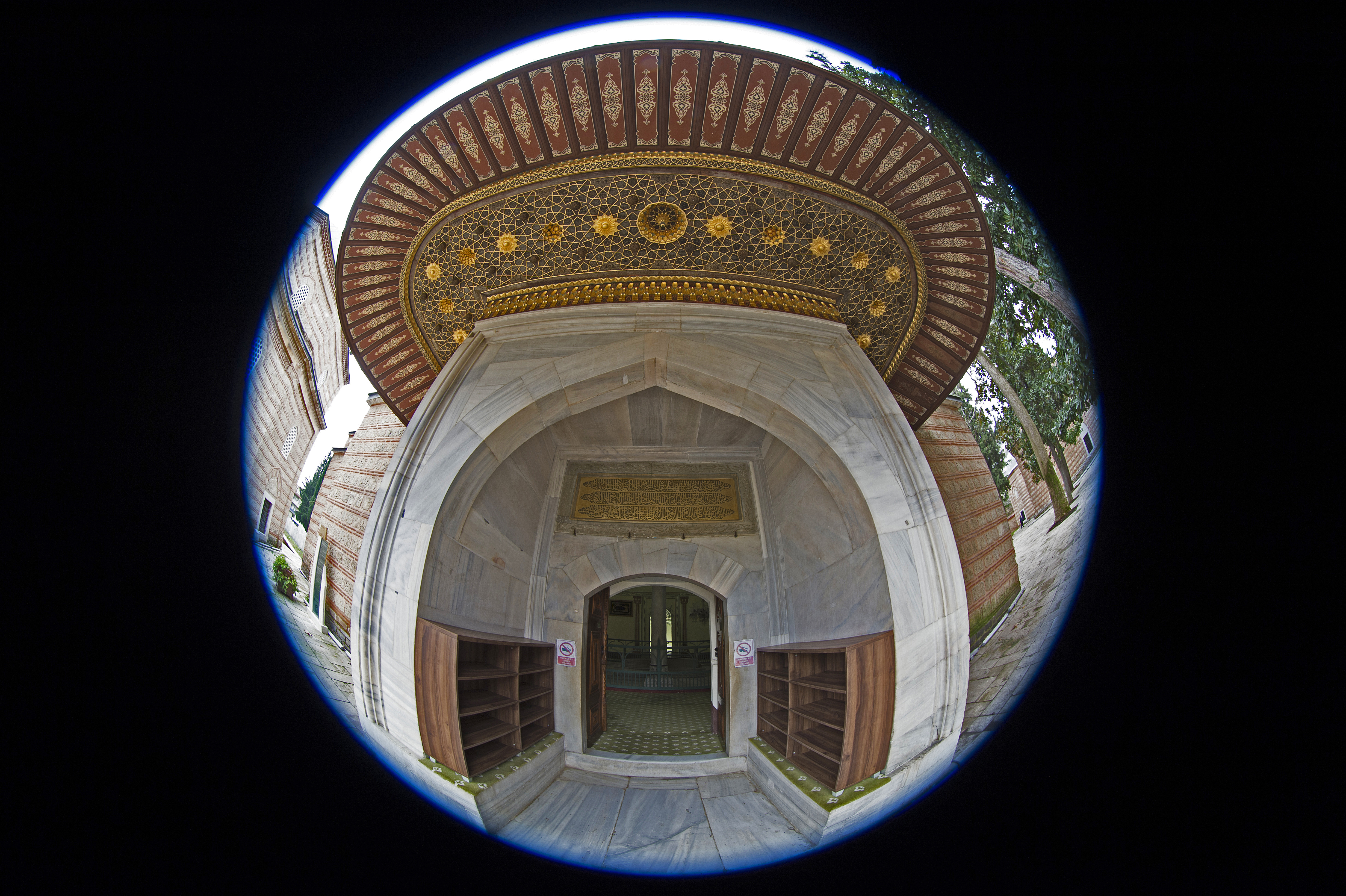
Вхід до могили Мурада II
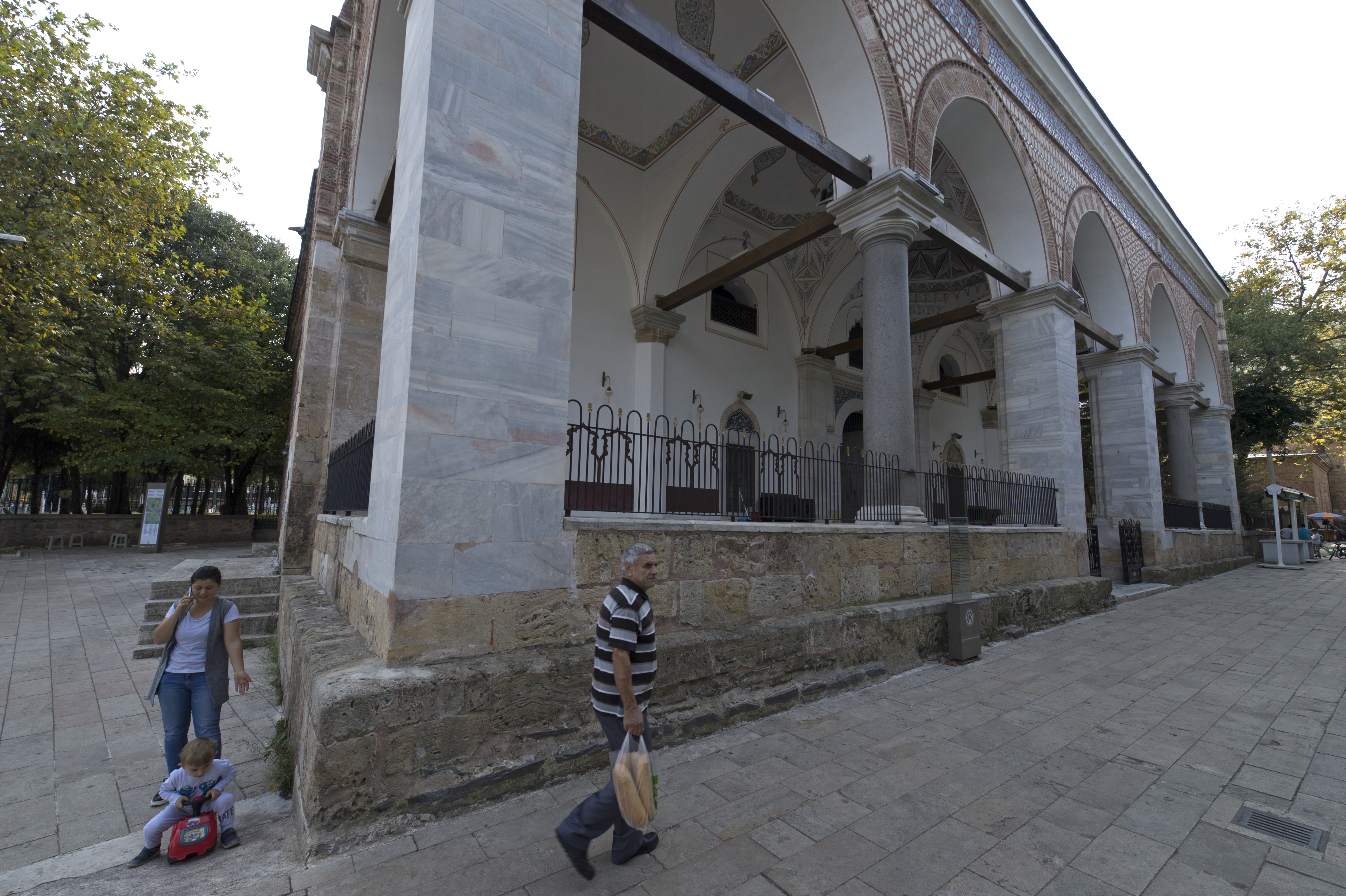
Екстер'єр мечеті Мурадіє
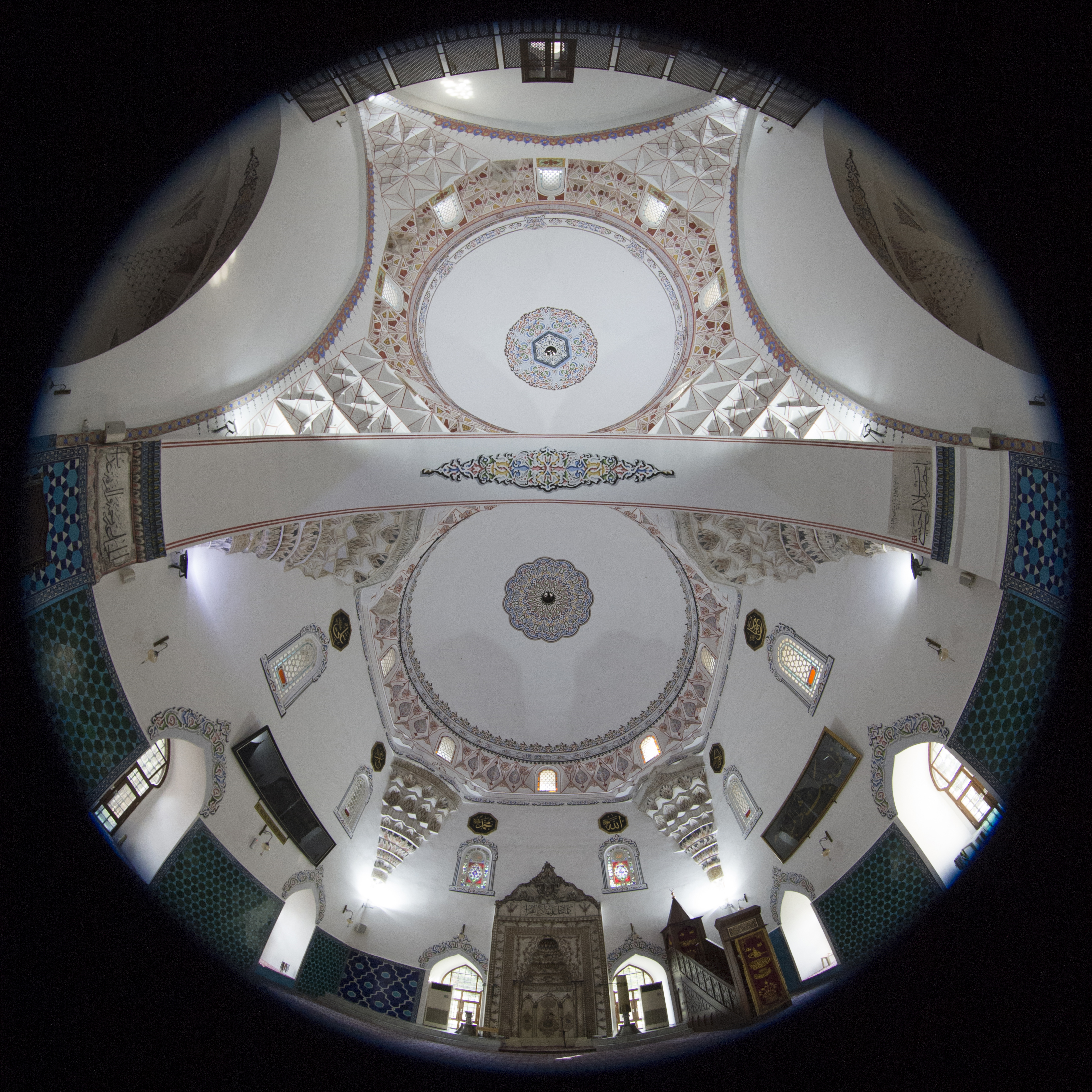
Інтер'єр мечеті Мурадіє
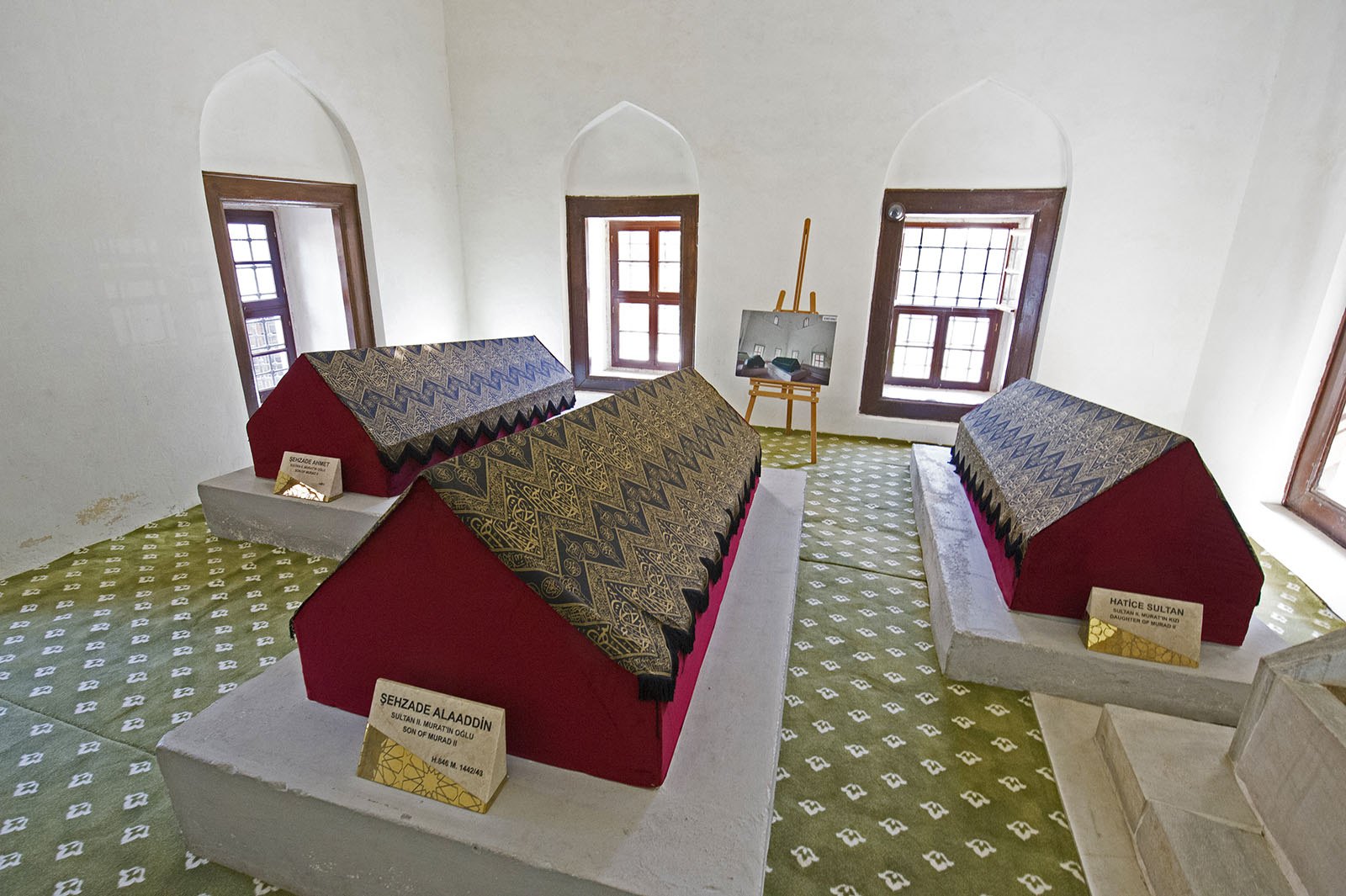
Мавзолей султана Алааддіна в могилі Мурада II
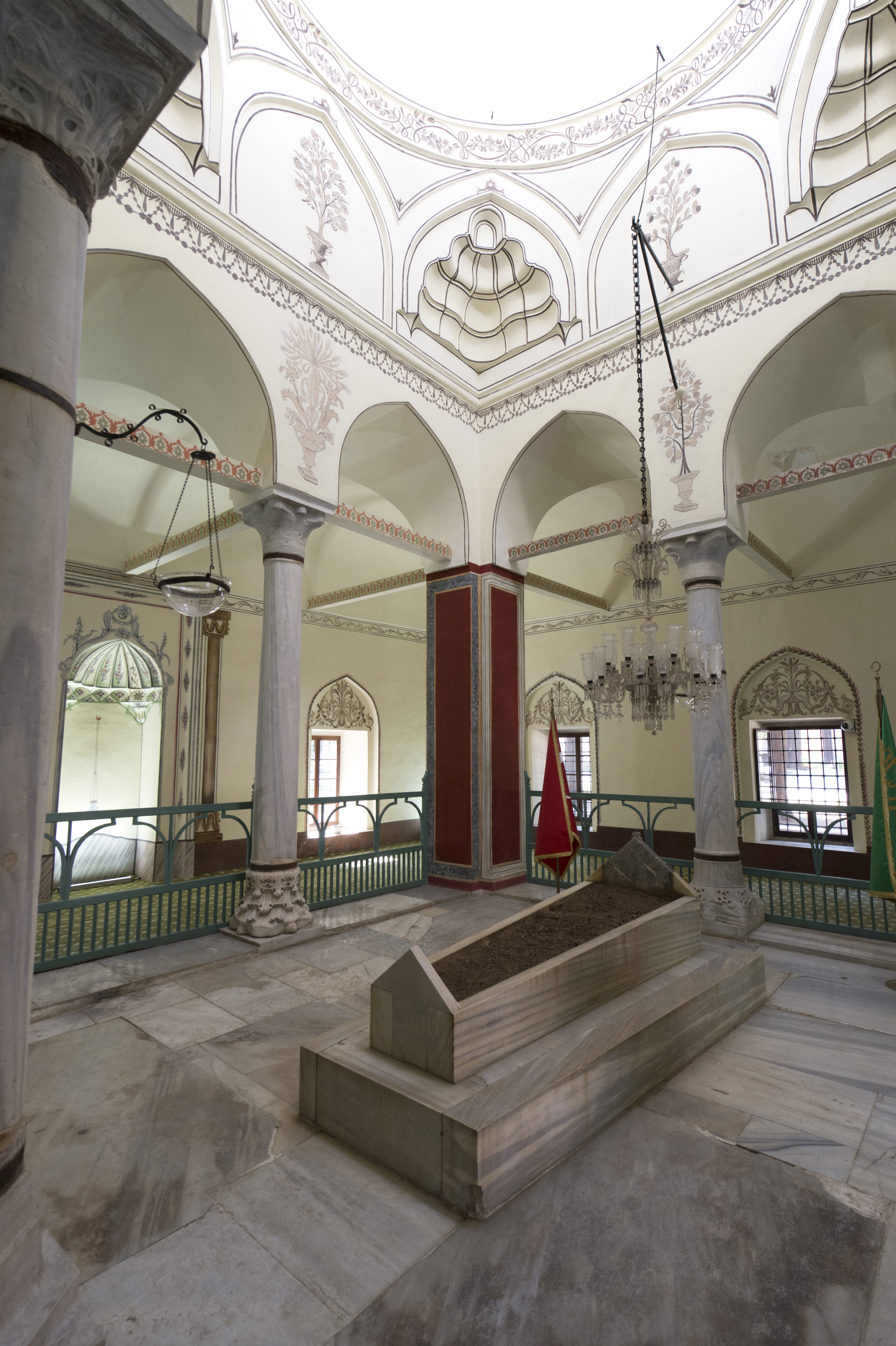
Могила Мурада II
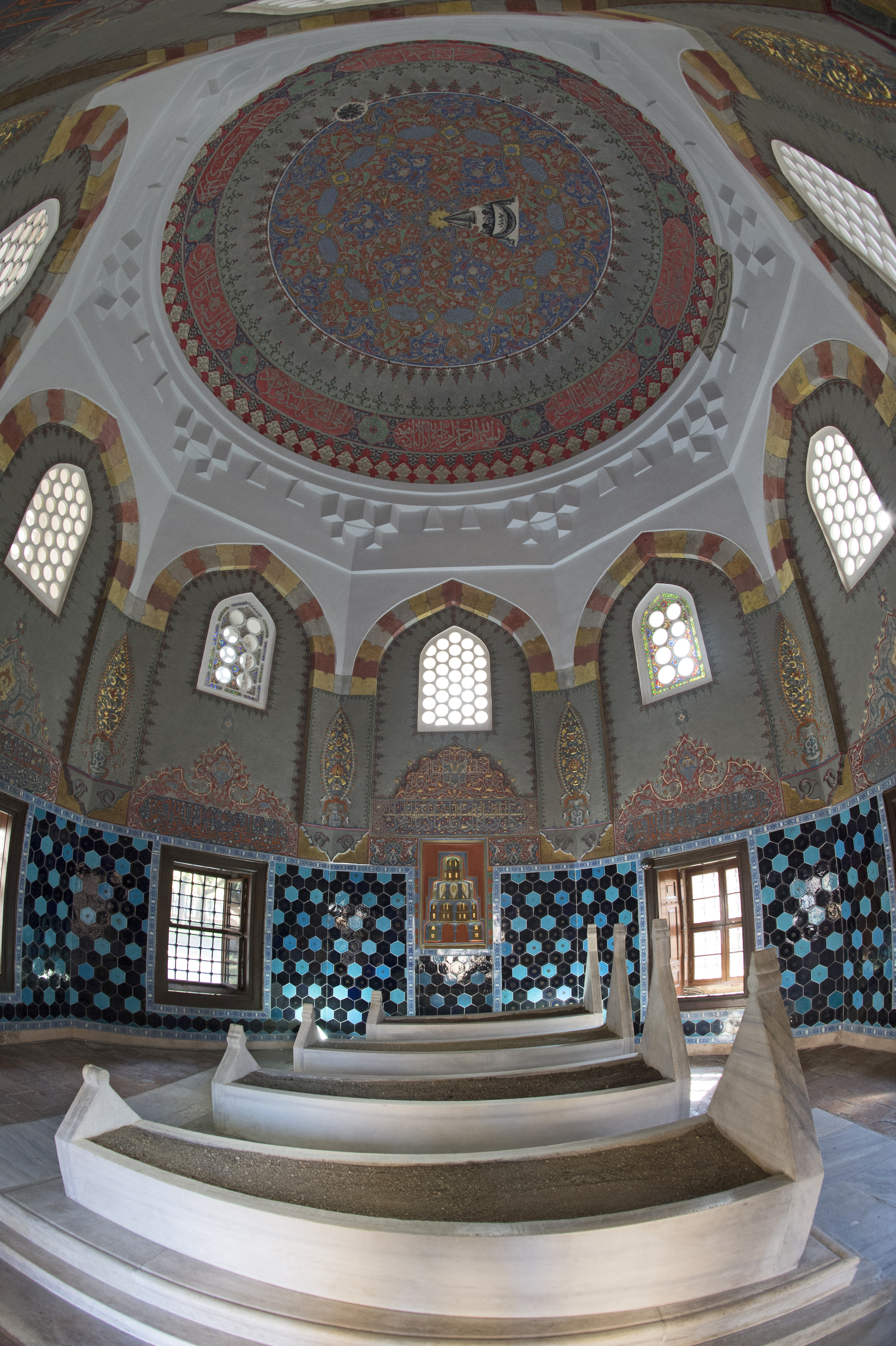
Інтер'єр гробниці Шехзаде Махмуда
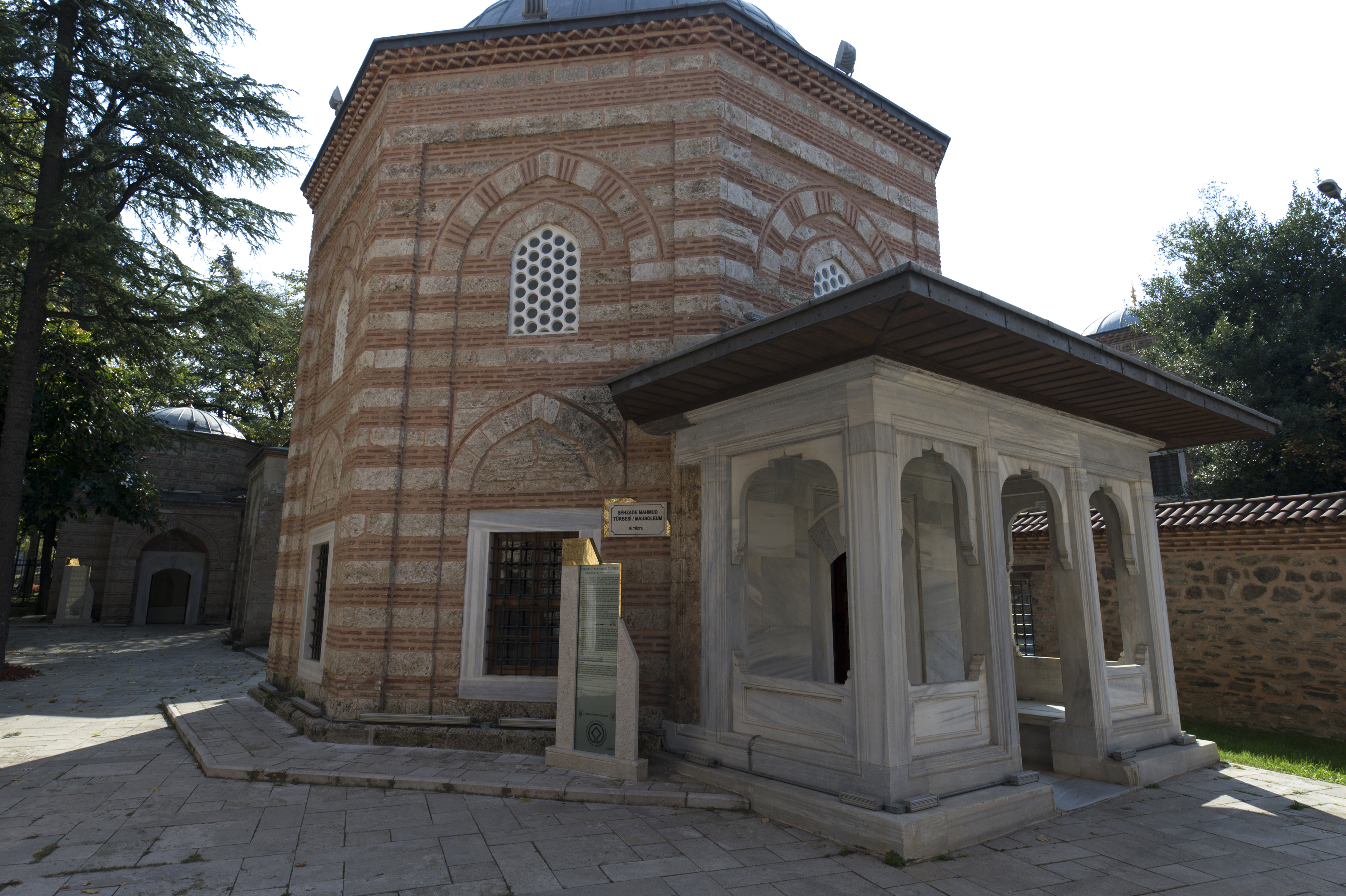
Зовнішній вигляд гробниці Шехзаде Махмуда
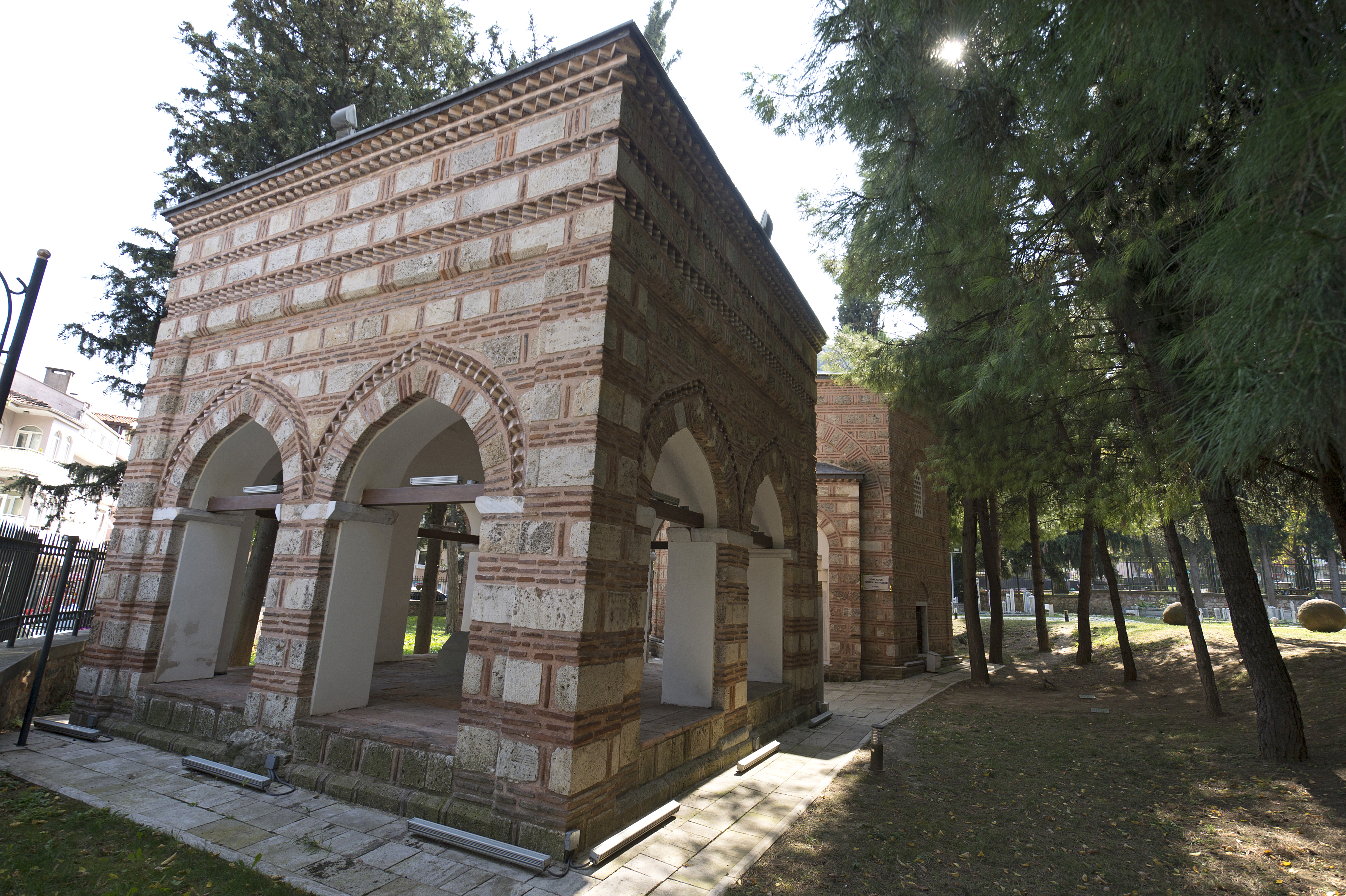
Вид на могилу Сарайлар
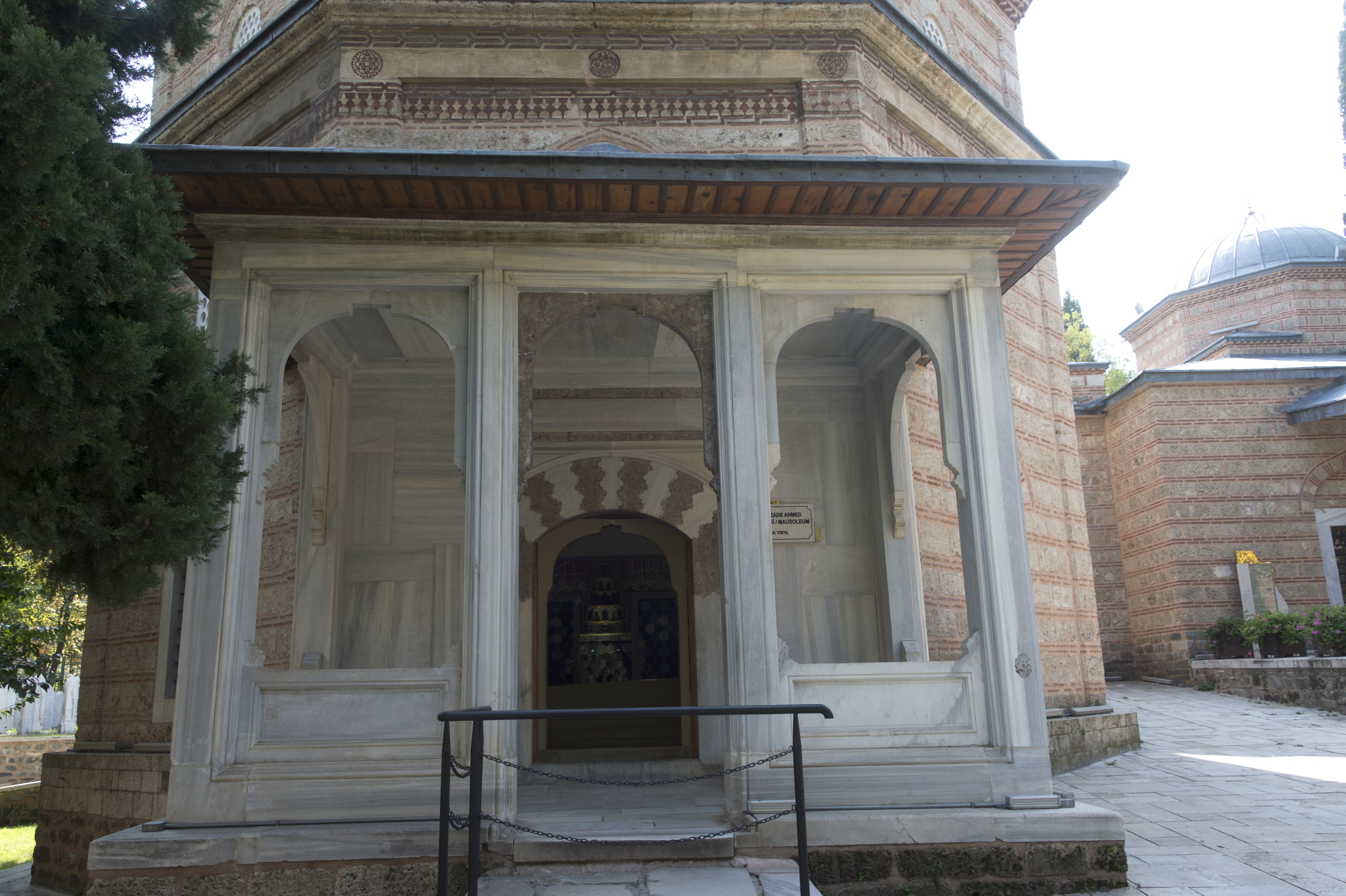
Зовнішній вигляд гробниці Шехзаде Ахмеда
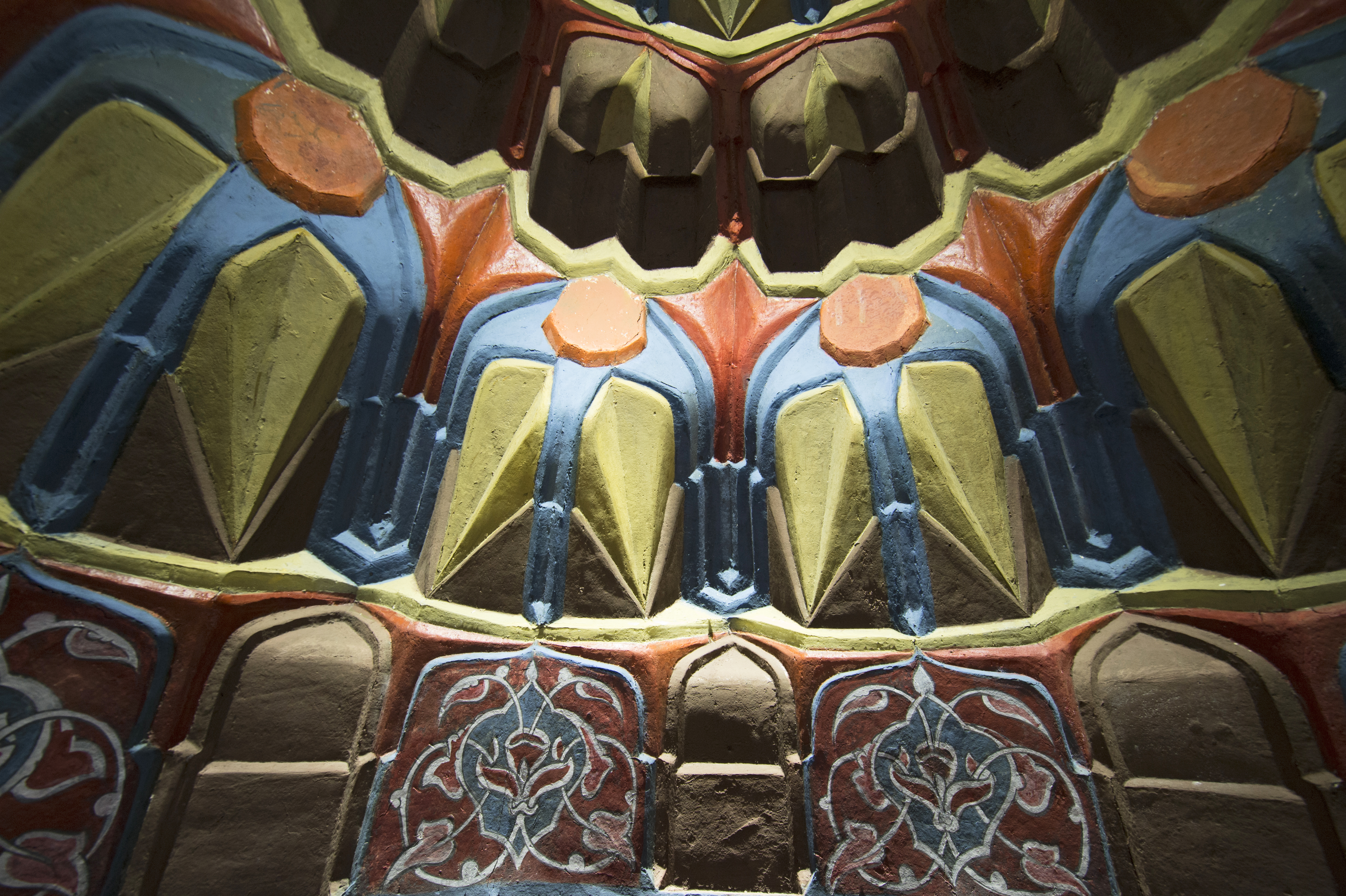
Інтер'єр гробниці Шехзаде Ахмеда (деталь декору над міхрабом)
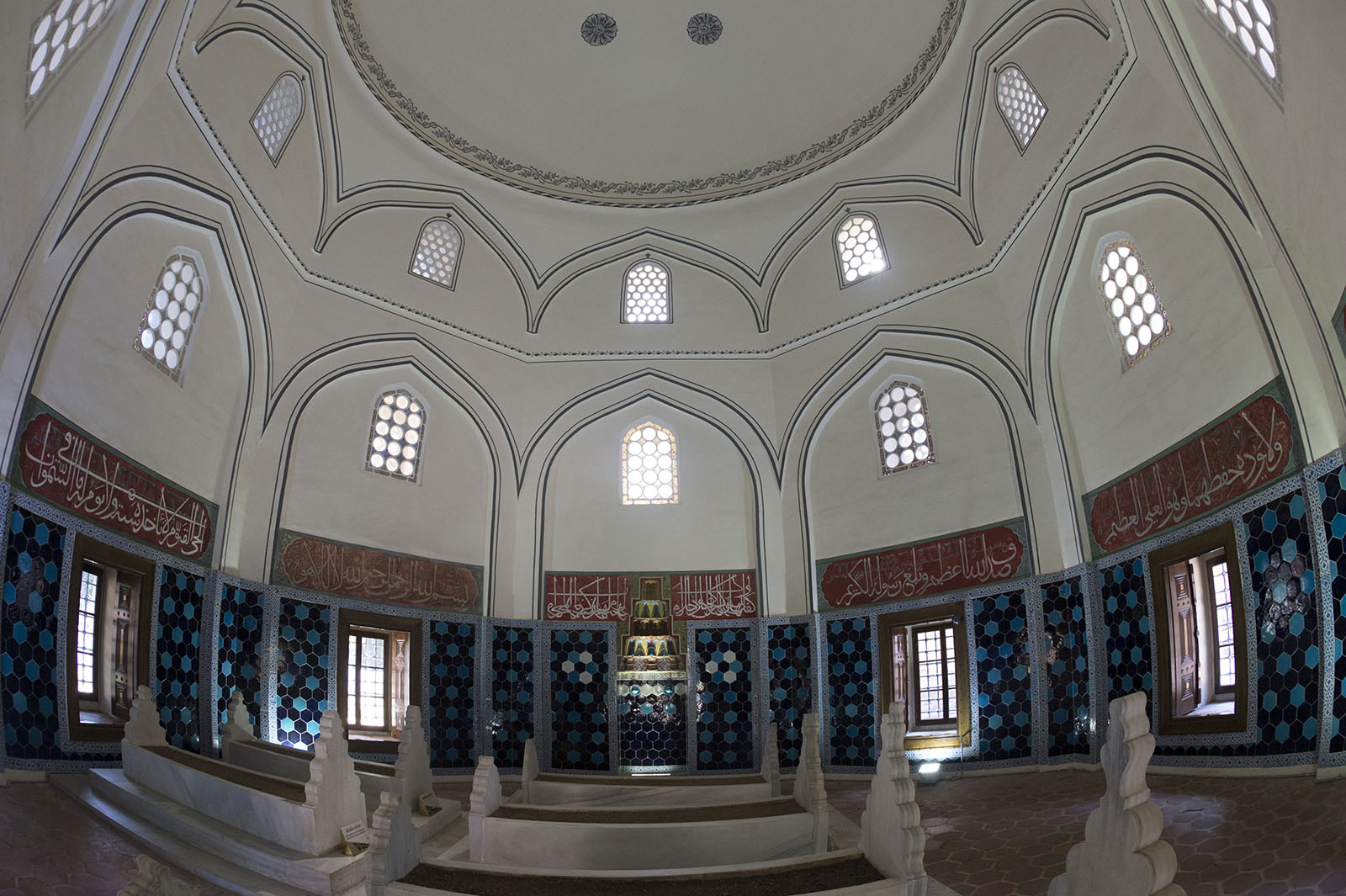
Інтер'єр гробниці Шехзаде Ахмеда
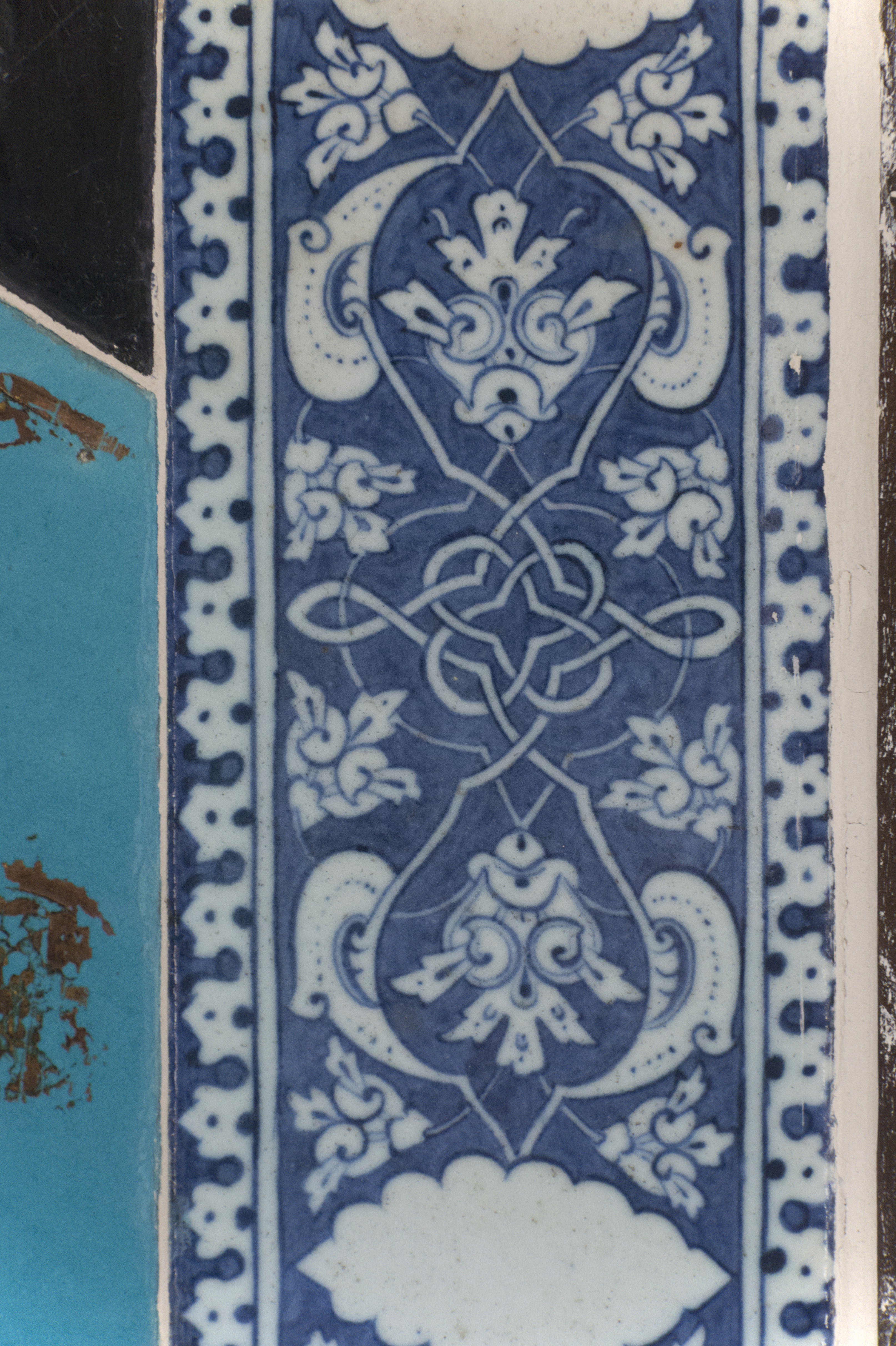
Оздоблення гробниці Шехзаде Махмуда
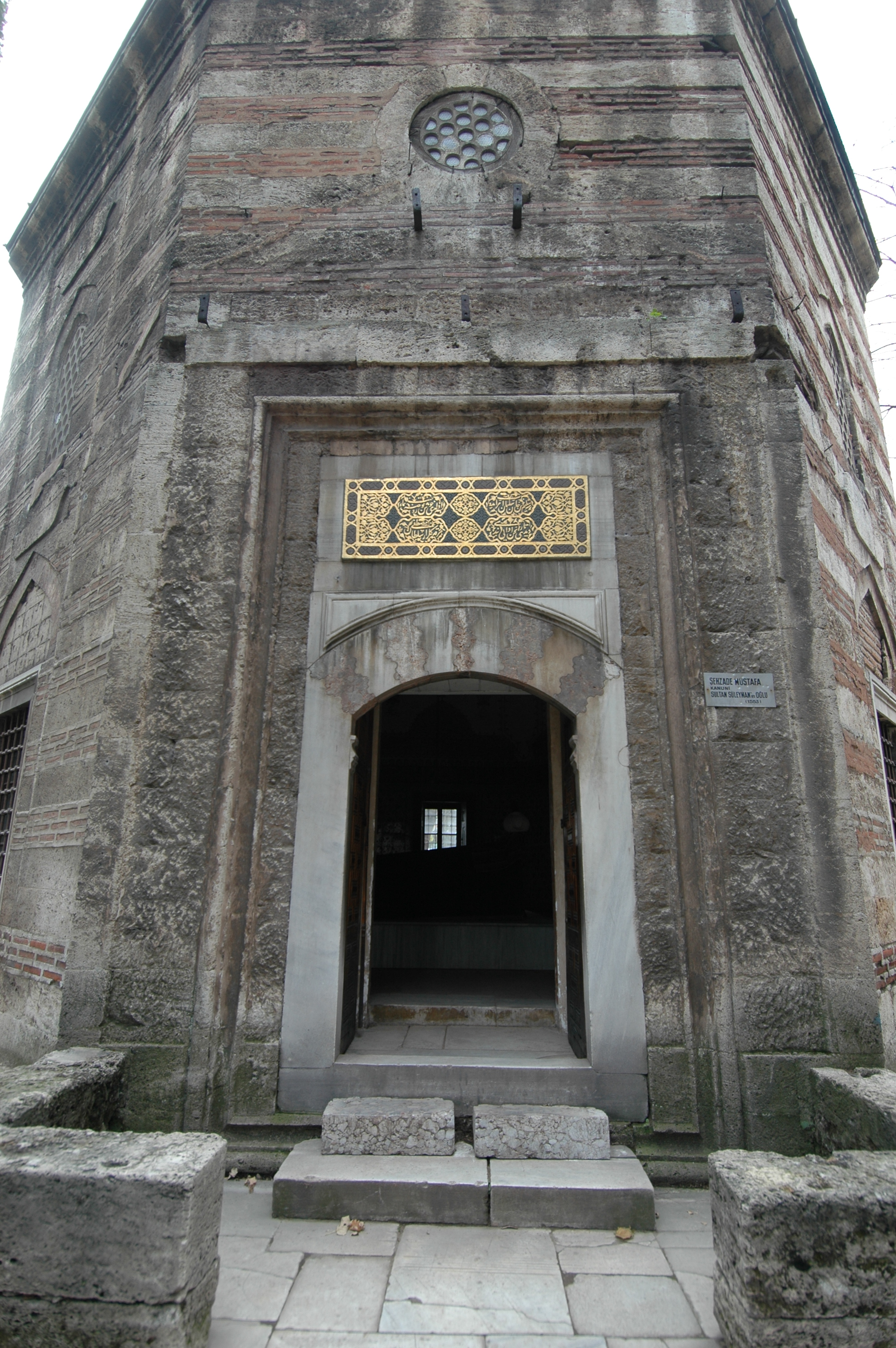
Зовнішній вигляд гробниці Шехзаде Мустафи
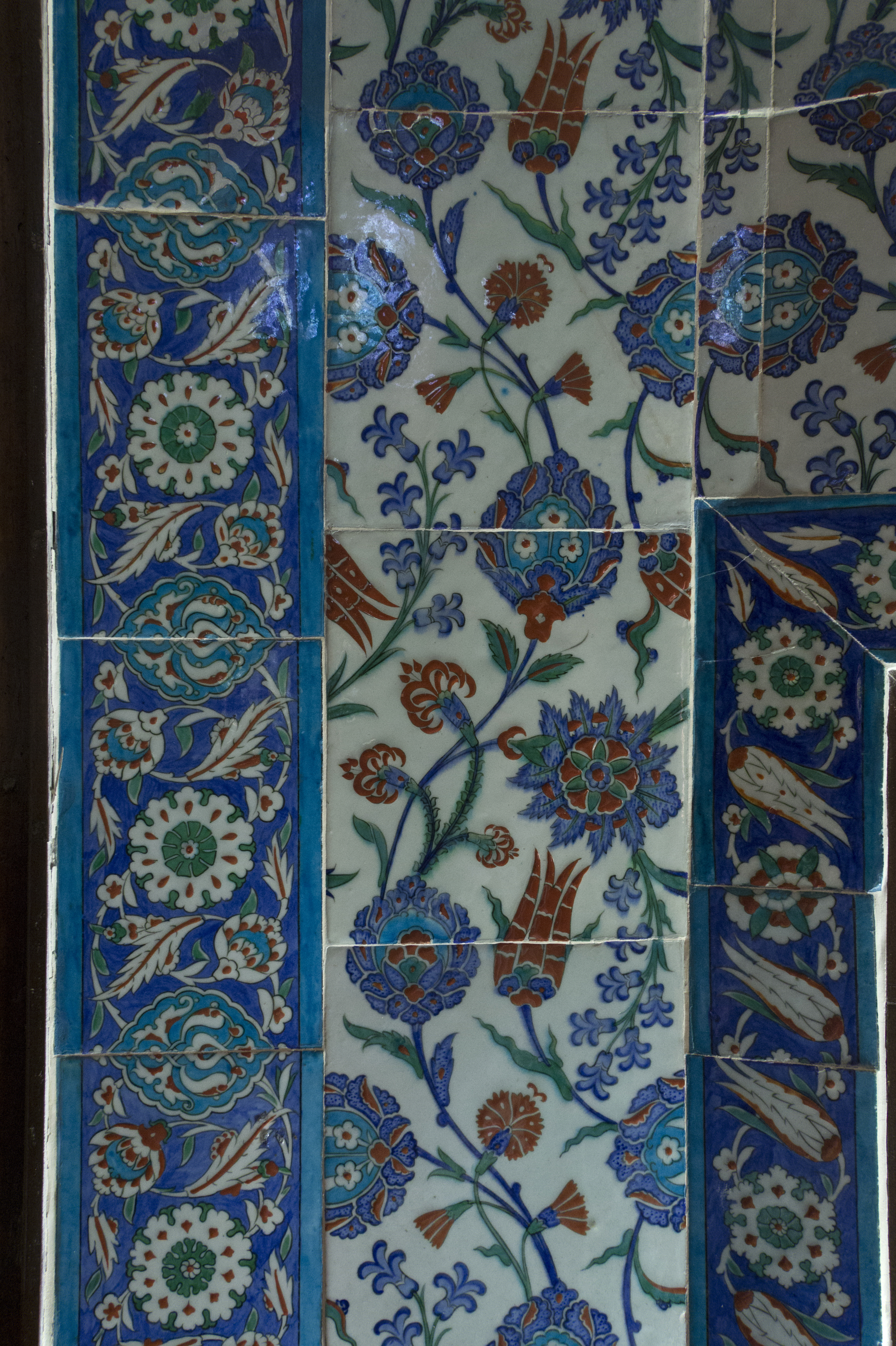
Оздоблення гробниці Шехзаде Мустафи
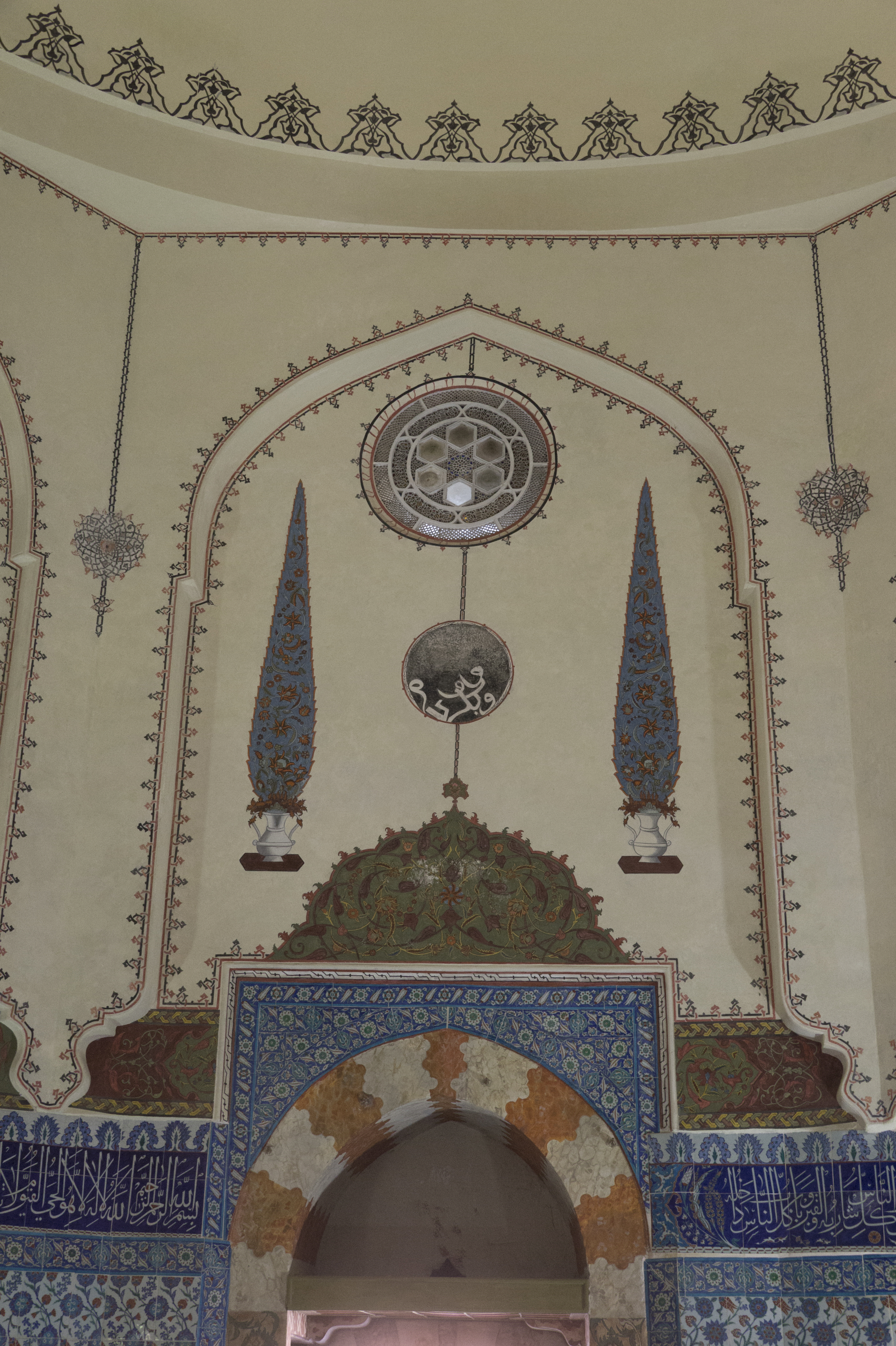
Оздоблення гробниці Шехзаде Мустафи
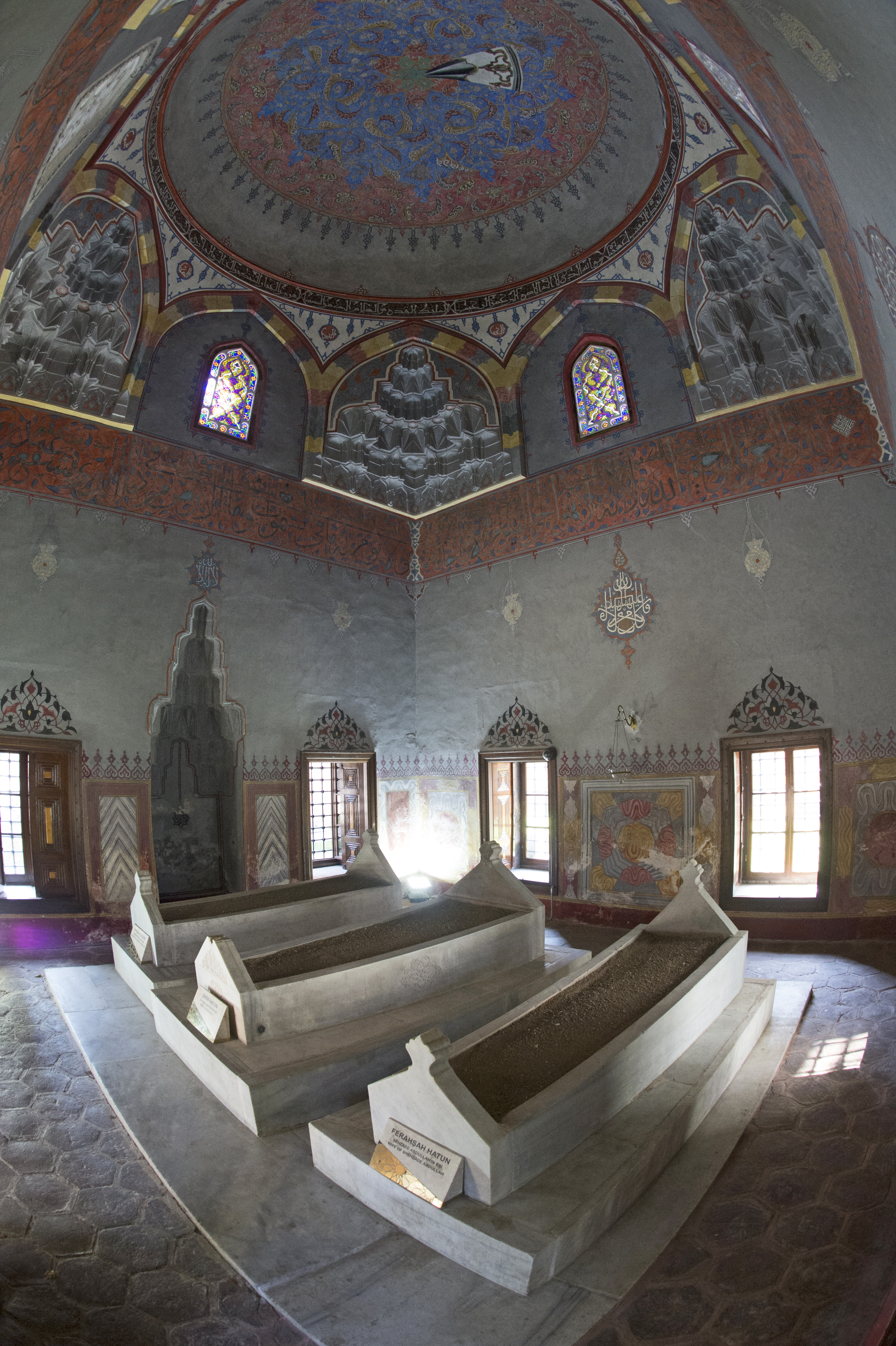
Інтер'єр гробниці Шірін Хатун
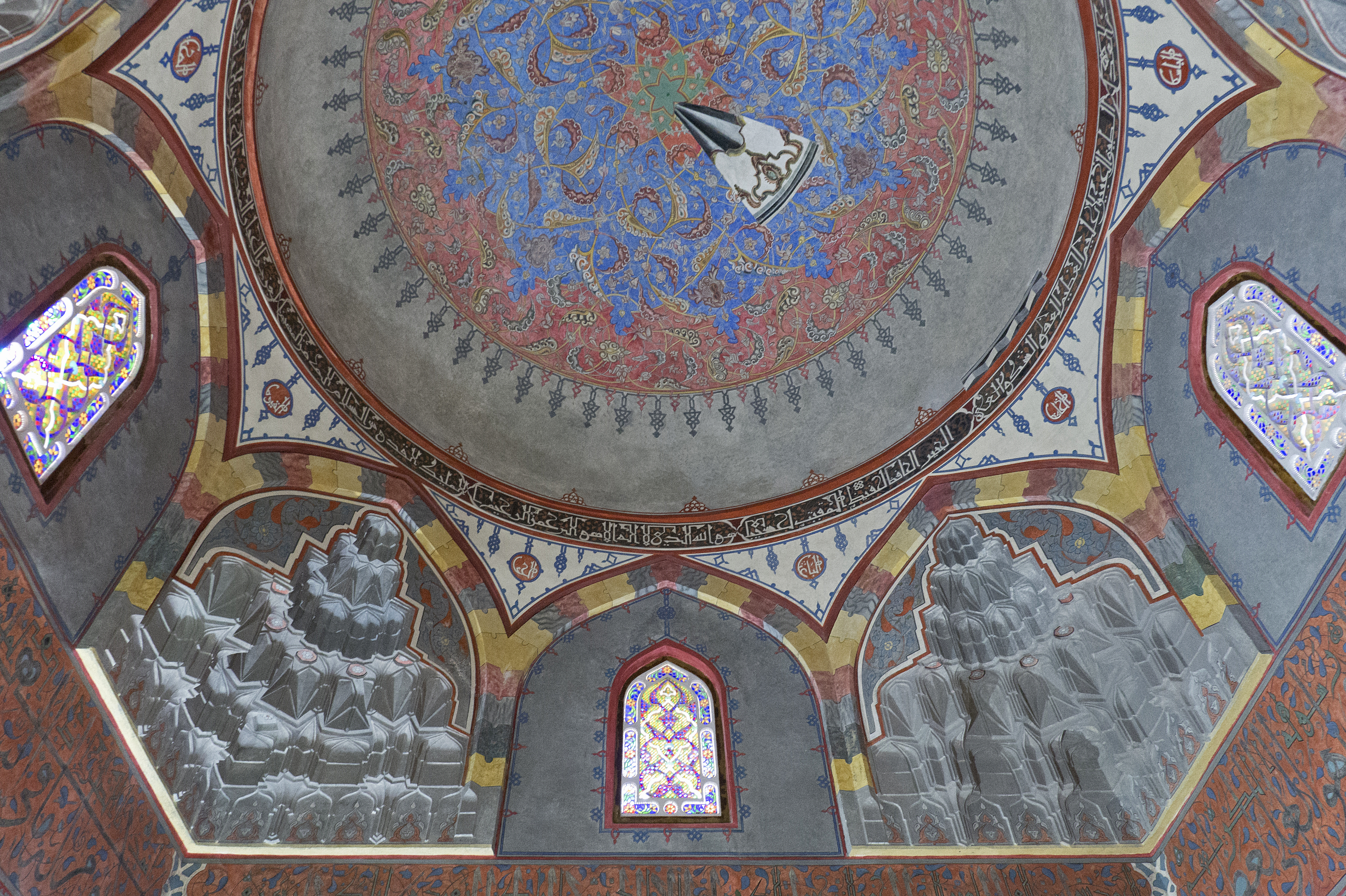
Інтер'єр гробниці Шірін Хатун